# Умершие в августе 2022 года
Это список известных людей, соответствующих установленным критериям значимости (см. Википедия:Критерии значимости персоналий), умерших в августе 2022 года.
Причина смерти указывается лишь в исключительных случаях (убийство, самоубийство, гибель в результате военных действий, смертная казнь, ДТП или несчастные случаи). В остальных случаях — не указывается.

## 31 августа

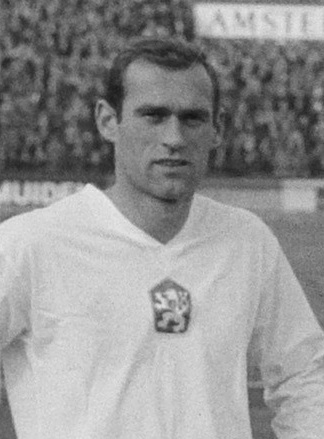
Александер Горват

- Асламазян, Манана Альбертовна (70) — деятель российской журналистики; ДТП[1].
- Байкенов, Кадыр Каркабатович (77) — казахстанский государственный деятель, заместитель премьер-министра (1991—1993), министр энергетики и топливных ресурсов (1992—1994)[2].
- Горват, Александер (83) — чехословацкий футболист, участник чемпионата мира (1970)[3].
- Затварский, Виктор[пол.] (86) — польский певец и актёр[4].
- Князев, Василий Алексеевич (87) — советский и белорусский тренер по волейболу, заслуженный тренер СССР[5].
- Перссон-Мелин, Сигне (97) — шведский дизайнер и художник по керамике[6].
- Тернбулл, Билл[англ.] (66) — британский журналист и телеведущий[7].

## 30 августа

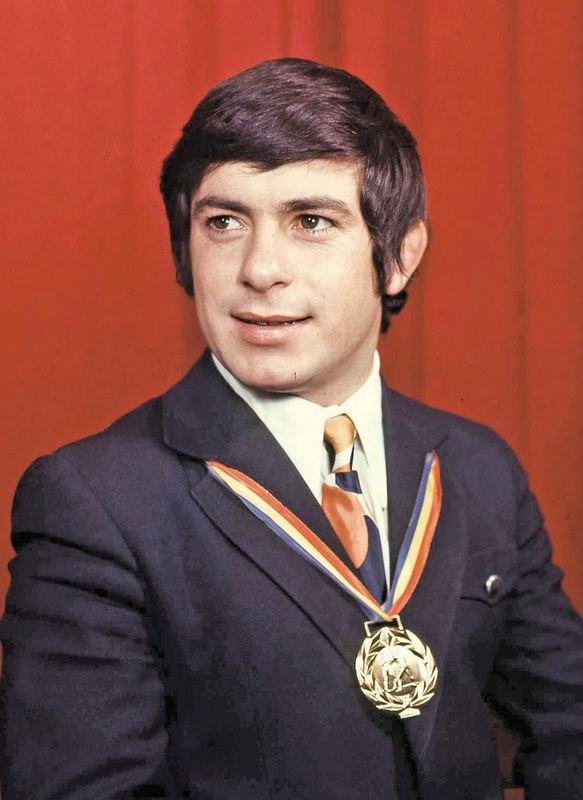
Георге Берчану

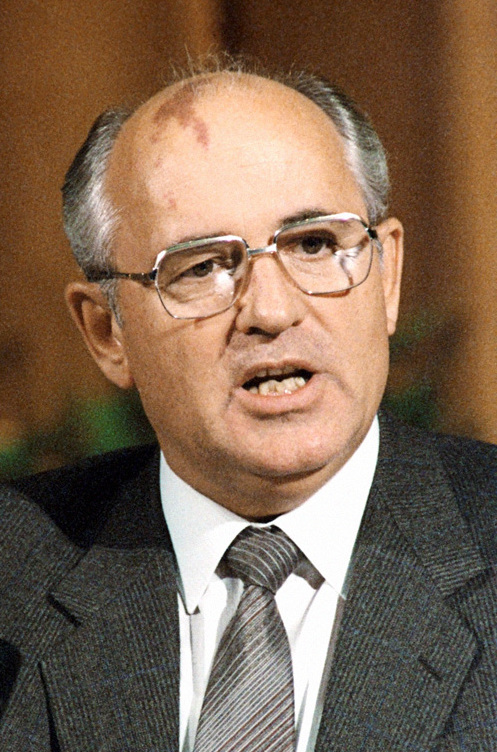
Михаил Горбачёв

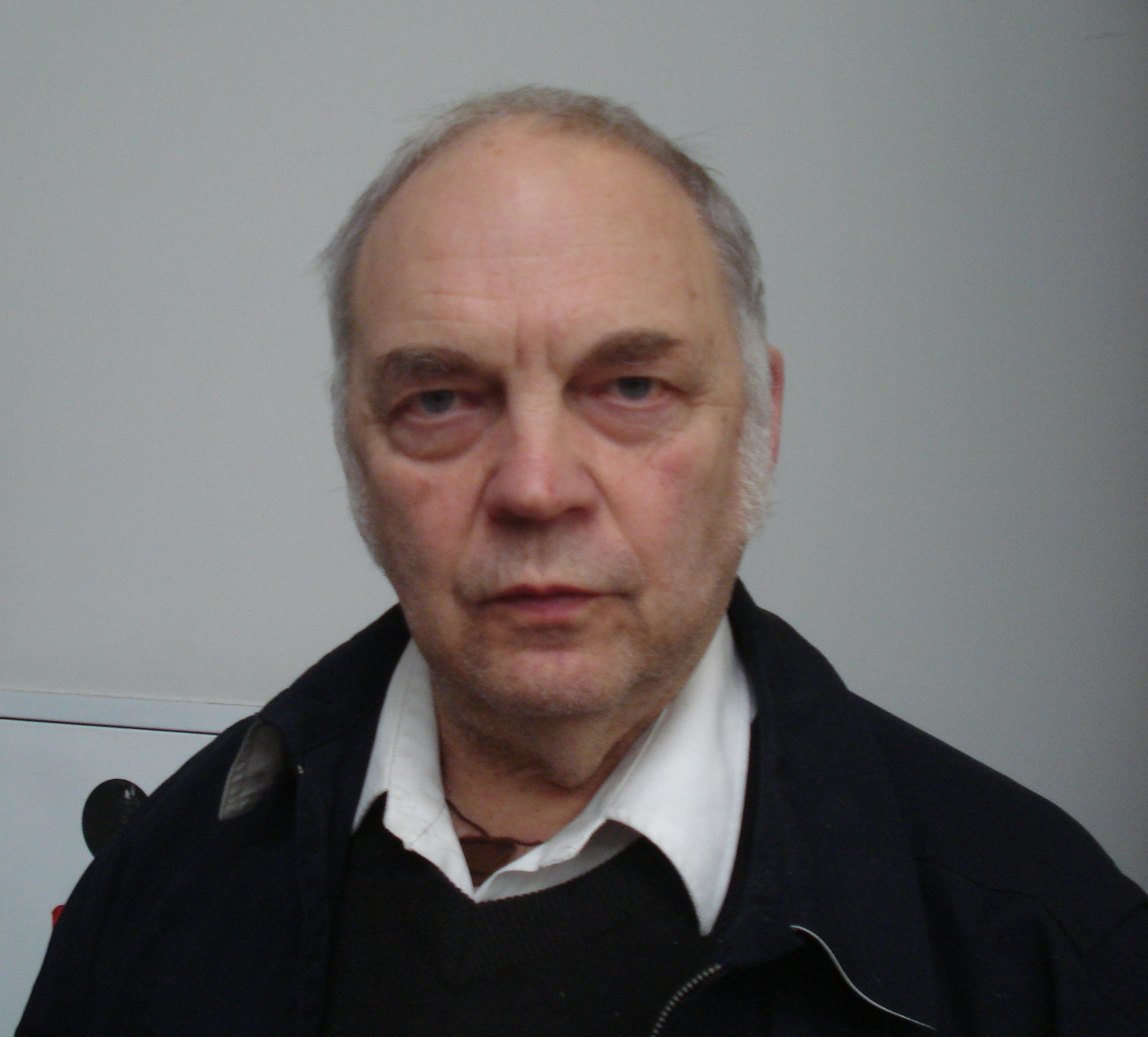
Пранас Моркус

- Берчану, Георге (72) — румынский борец греко-римского стиля, чемпион (1972) и серебряный призёр (1976) Олимпийских игр[8].
- Веденин, Александр Дмитриевич (75) — советский фигурист, двукратный чемпион СССР (1963, 1965)[9].
- Веренич, Александр Иванович (51) — белорусский баскетболист и тренер[10].
- Вудс, Джордж[англ.] (79) — американский легкоатлет (толкание ядра), двукратный серебряный призёр Олимпийских игр (1968, 1972)[11].
- Горбачёв, Михаил Сергеевич (91) — советский партийный и государственный деятель, генеральный секретарь ЦК КПСС (1985—1991), председатель Президиума Верховного Совета СССР (1988—1989), председатель Верховного Совета СССР (1989—1990), президент СССР (1990—1991), лауреат Нобелевской премии мира (1990), кавалер ордена Святого апостола Андрея Первозванного (2011)[12].
- Измоденов, Александр Георгиевич (84) — советский игрок в хоккей с мячом, семикратный чемпион мира, заслуженный мастер спорта СССР (1963)[13].
- Кангиласки, Яак[эст.] (82) — эстонский искусствовед, почётный профессор Тартуского университета[14].
- Линд, Дон Лесли (92) — американский астронавт[15].
- Моркус, Пранас (84) — литовский радиожурналист, эссеист и киносценарист[16].
- Мылер, Тадеуш[пол.] (73) — польский экономист и политик, депутат Сейма (2001—2005)[17].
- Потапов, Александр Игоревич (32) — российский офицер спецназа Росгвардии, участник российско-украинской войны, Герой России (2022, посмертно); погиб в бою[18].
- Скульский, Александр Моисеевич (80) — советский и российский дирижёр, музыкальный педагог и телеведущий, народный артист Российской Федерации (2004)[19].
- Хармать, Аттила[венг.] (85) — венгерский юрист, судья Конституционного суда (1998—2007), действительный член Венгерской академии наук (1998)[20].
- Яшина, Роза Ивановна (89) — советский и российский языковед и литературовед[21].

## 29 августа

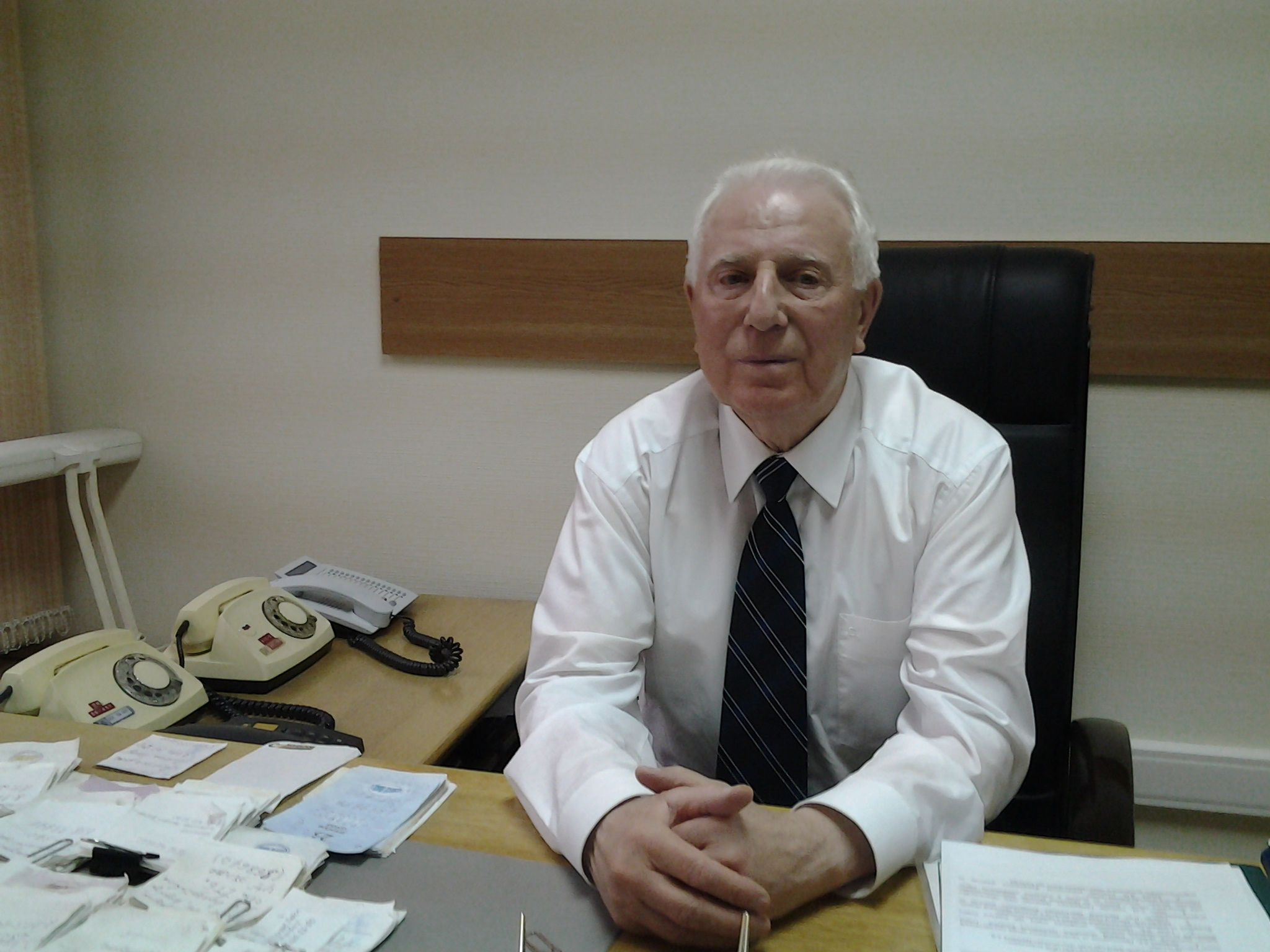
Владимир Гусев

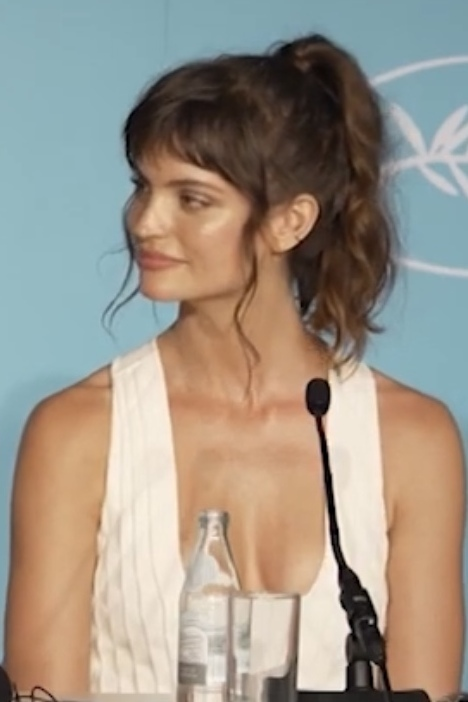
Шарлби Дин Крик

- Бинашев, Тлеуберды Мелдешевич (66) — казахстанский скульптор, заслуженный деятель Казахстана (2012), член Академии художеств РК, почётный зарубежный член РАХ (2018)[22].
- Гусев, Владимир Кузьмич (90) — советский и российский государственный и политический деятель, заместитель председателя Совета министров СССР (1986—1990), депутат Государственной думы (1993—2000), член Совета Федерации (2001—2012)[23].
- Дин Крик, Шарлби (32) — южноафриканская актриса и модель[24].
- Макгир, Пэт[англ.] (95) — канадский баскетболист и врач, участник Олимпийских игр (1948)[25].
- Редди, Джай Рам[англ.] (85) — фиджийский политик, депутат Парламента (1972—1987, 1992—1999), президент Апелляционного суда[26].
- Риаско, Ригоберто[англ.] (69) — панамский боксёр, чемпион мира по версии ВБС (1976)[27].
- Хуссейн, Манзур (63) — пакистанский игрок в хоккей на траве, чемпион (1984) и бронзовый призёр (1976) Олимпийских игр[28].
- Штрёбеле, Ханс-Кристиан[нем.] (83) — немецкий юрист и политик, депутат Бундестага (1985—1987, 1998—2017)[29].

## 28 августа

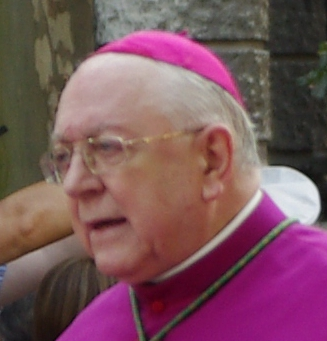
Петер Цурбригген

- Арчиньский, Стефан[пол.] (106) — польский фотограф[30].
- Бродская, Людмила Фёдоровна (71) — советская и российская артистка оперетты, заслуженная артистка Российской Федерации (2001)[31].
- Кисенкова, Клара Константиновна (78) — советская и российская театральная актриса, народная артистка РСФСР (1987)[32].
- Кислица, Антонина Васильевна (81) — советский передовик сельского хозяйства, Герой Социалистического Труда (1973)[33][34],.
- Ковалёв, Алексей Иванович (33) — украинский политик, народный депутат Украины (с 2019 года); убийство[35].
- Кэвуд, Гилберт Мервин[англ.] (82) — новозеландский спортсмен (академическая гребля), бронзовый призёр чемпионата мира (1970)[36].
- Симони, Гастоне[итал.] (85) — итальянский католический прелат, епископ Прато (1992—2012)[37].
- Цурбригген, Петер Штефан (79) — швейцарский прелат и ватиканский дипломат[38].
- Эгглстон, Ральф[англ.] (56) — американский аниматор, писатель, дизайнер[39].

## 27 августа

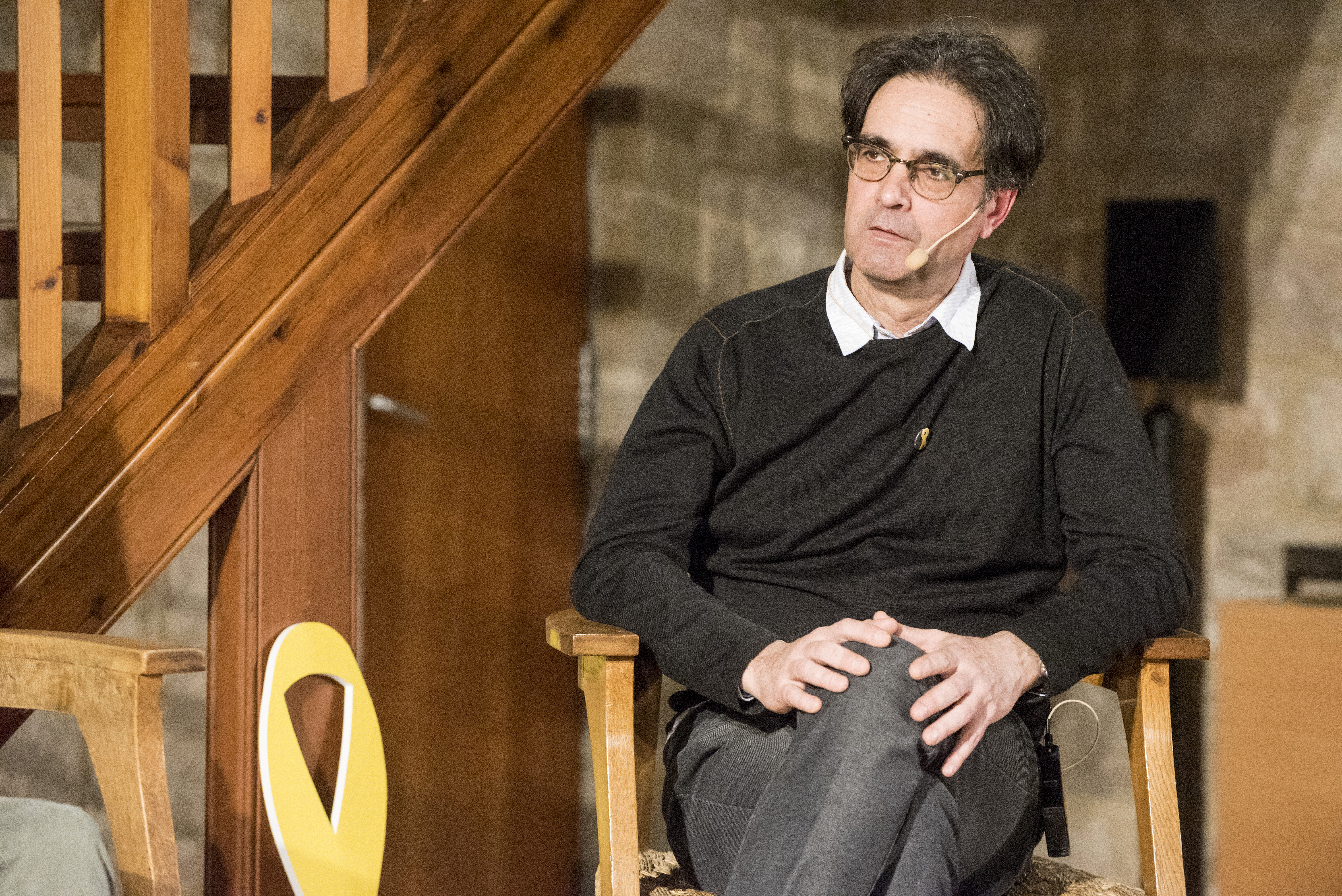
Висенс Пажес Журда

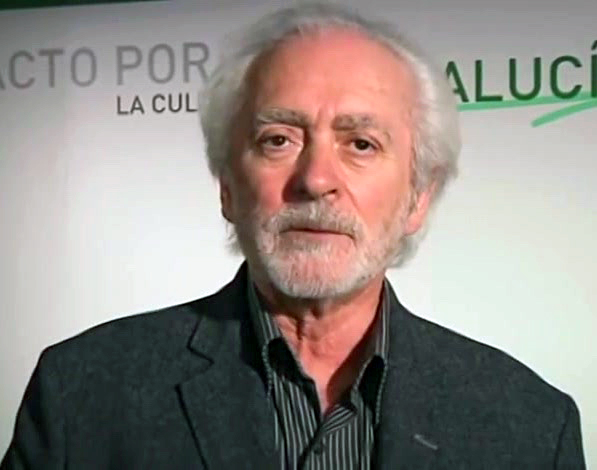
Маноло Санлукар

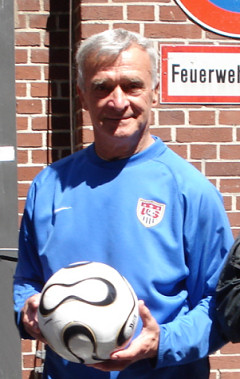
Милутин Шошкич

- Бранци, Пьерджорджо (93) — итальянский фотохудожник[40].
- Горевский, Сергей Евгеньевич (58) — российский муниципальный деятель, глава города Энгельса (с 2005 года)[41].
- Джахая, Леонид Григорьевич (89) — советский и грузинский философ, доктор философских наук (1970), профессор (1973)[42].
- Люпон, Роберт[англ.] (76) — американский актёр[43].
- Маноло Санлукар (78) — испанский гитарист и композитор фламенко[44].
- Мильцов, Гельмут (90) — военно-морской деятель ГДР, начальник политического управления и заместитель командующего Фольксмарине (1990), контр-адмирал (1984)[45].
- Пажес Журда, Висенс (58) — испанский писатель, писавший на каталанском языке[46].
- Русак, Валентин Николаевич (86) — советский и белорусский математик, доктор физико-математических наук (1987), профессор БГУ (1989)[47].
- Стрежнев, Кирилл Савельевич (68) — советский и российский театральный режиссёр, народный артист Российской Федерации (2004), дважды лауреат премии «Золотая маска» (2008, 2011)[48].
- Тривини, Эмилио[итал.] (84) — итальянский спортсмен (академическая гребля), серебряный призёр Олимпийских игр (1964)[49].
- Ференц, Тадеуш[пол.] (82) — польский экономист и политик, депутат Сейма (2001—2002), мэр Жешува (2002—2021)[50].
- Хохберг, Болько III фон (86) — немецкий аристократ[51].
- Хуссейни, Имдад[англ.] (82) — пакистанский писатель и поэт, лауреат национальных премий[52].
- Цейтин, Григорий Самуилович (85) — советский и американский математик и информатик[53].
- Шошкич, Милутин (84) — югославский футболист, олимпийский чемпион (1960)[54].

## 26 августа

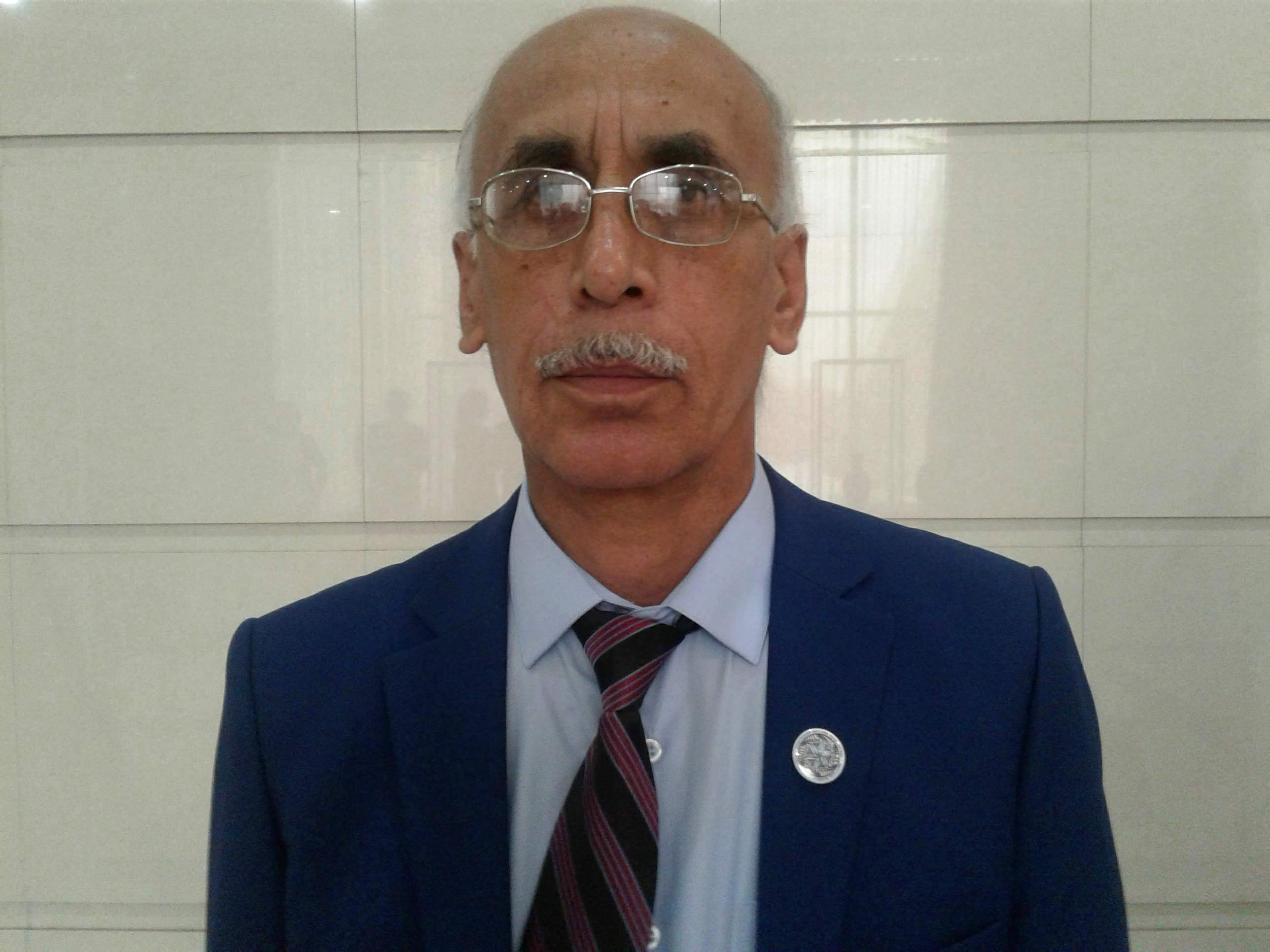
Давлатходжа Давуди

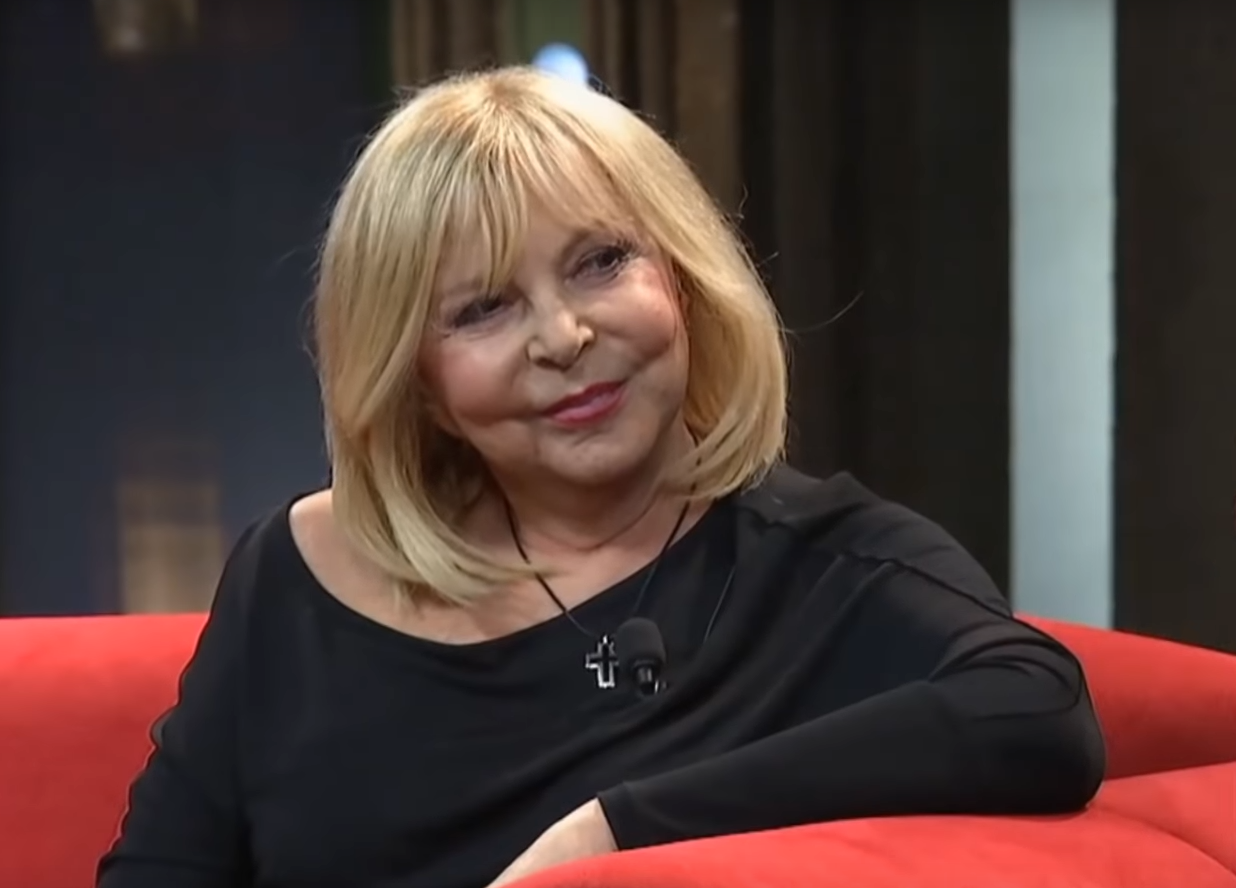
Гана Загорова

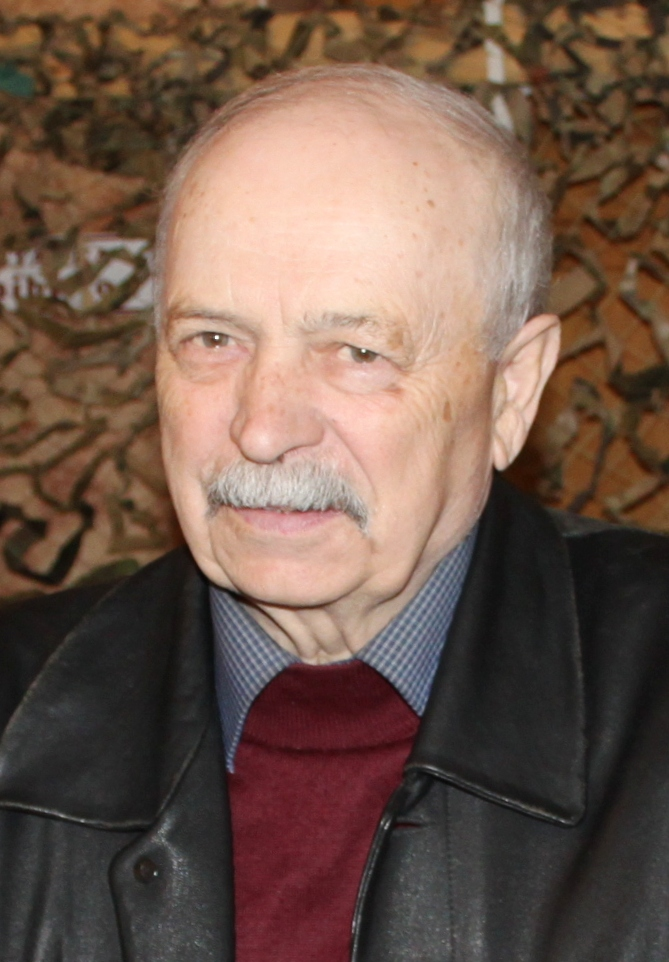
Пётр Медвидь

- Давуди, Давлатходжа (71) — таджикский археолог и нумизмат, доктор исторических наук (2007)[55].
- Джон, Мейбл[англ.] (91) — американская певица[56].
- Загорова, Гана (75) — чехословацкая и чешская эстрадная певица[57].
- Медвидь, Пётр Иванович (82) — украинский писатель и журналист[58].
- Мирате, Альдо[итал.] (79) — итальянский политик, член Палаты депутатов (1972—1979)[59].
- Топалова, Надя (86) — болгарская актриса[60].
- Шёнберг, Эспен[норв.] (98) — норвежский актёр[61].

## 25 августа

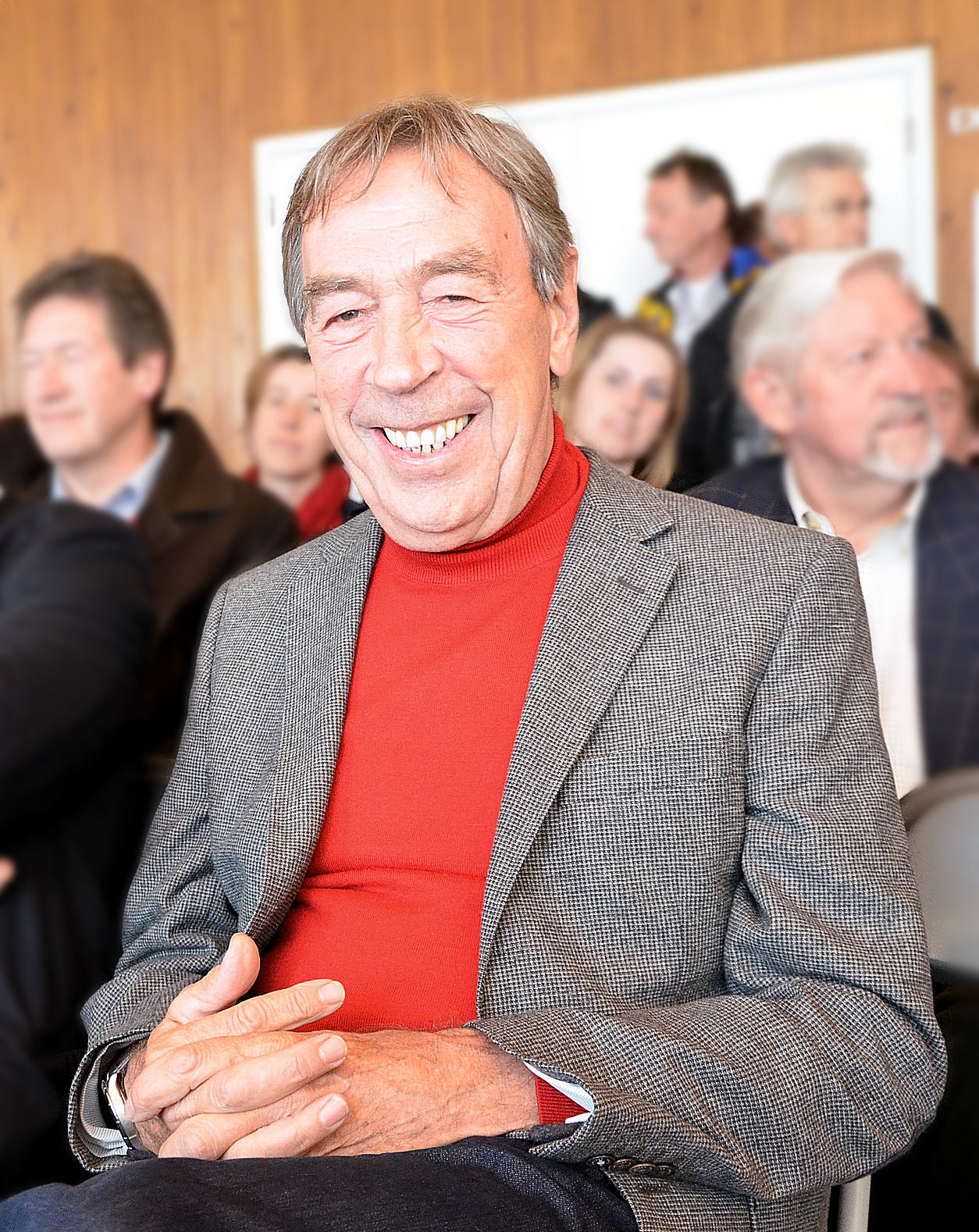
Херман Ван Спрингел

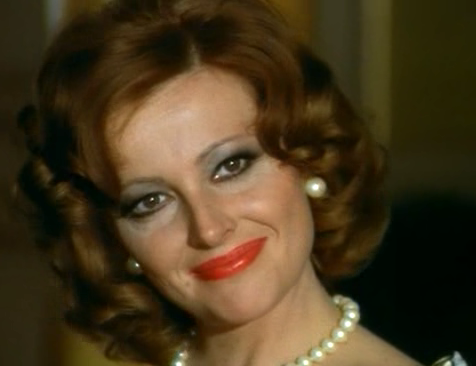
Грациэлла Гальвани

- Блом, Киммо[фин.] (52) — финский певец, участник конкурса «Евровидение-2010»[62].
- Ван Спрингел, Херман (79) — бельгийский профессиональный шоссейный велогонщик[63].
- Гальвани, Грациэлла (91) — итальянская актриса[64].
- Гариней, Энцо[итал.] (96) — итальянский актёр[65].
- Дефранческо, Джоуи[англ.] (51) — американский джазовый музыкант[66].
- Кочарян, Арам Владимирович (69) — советский и армянский государственный и партийный деятель, губернатор Лорийской области (2006—2011)[67].
- Куэвас, Хусто де лас[исп.] (90) — испанский политик, член Конгресса депутатов (1977—1982)[68].
- Лаптева, Светлана Николаевна (81) — советская и российская актриса, заслуженная артистка Российской Федерации (2000)[69].
- Мельчек, Дейл Джозеф[англ.] (83) — американский католический прелат, епископ Гэри (1996—2014)[70].
- Радович, Радован[серб.] (86) — югославский баскетболист и тренер, серебряный призёр чемпионата Европы (1961)[71].
- Редис, Джайлз[англ.] (85) — британский политический деятель, член Палаты общин (1983—2001) и Палаты лордов (2001—2022)[72].
- Славнов, Андрей Алексеевич (82) — советский и российский физик-теоретик, академик РАН (2000)[73].
- Тата, Джо И. (85) — американский актёр[74].

## 24 августа

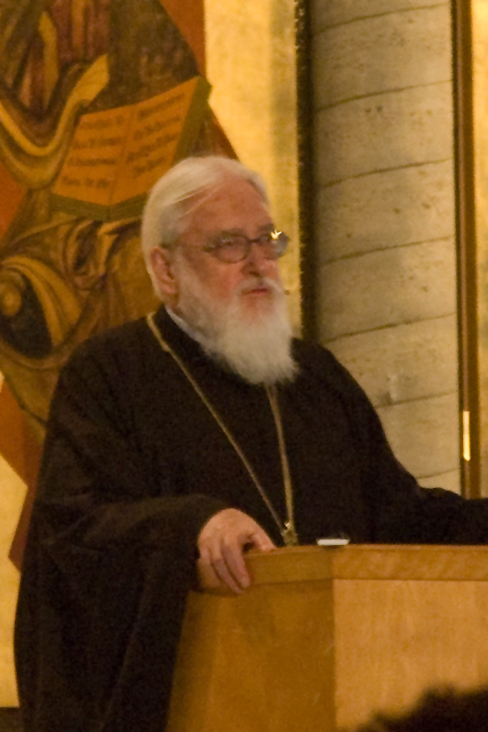
Каллист (Уэр)

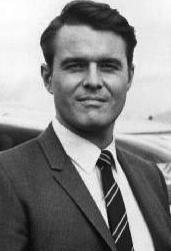
Уильям Рейнольдс

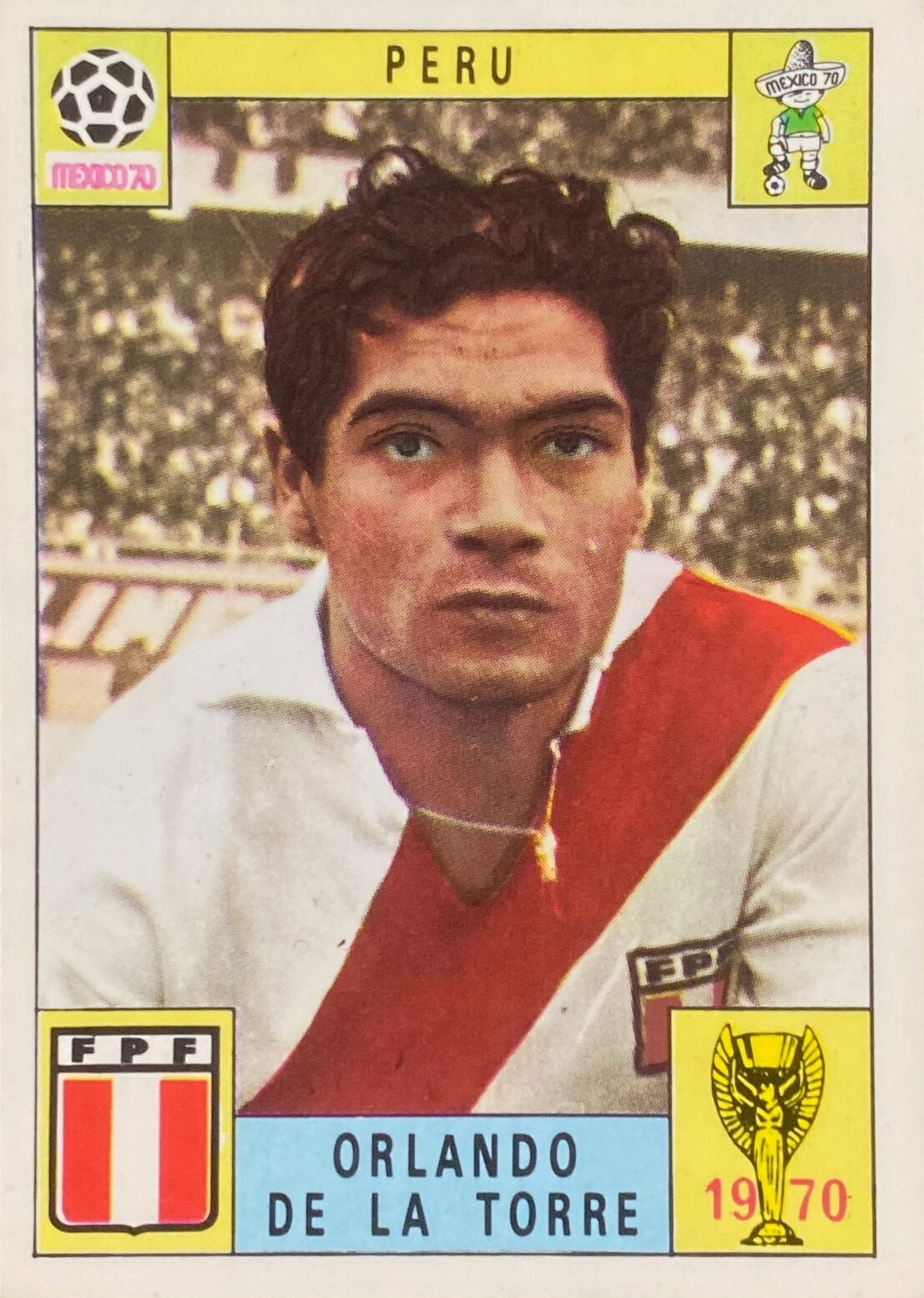
Орландо де ла Торре

- Абрахам, Эрар (82) — гаитянский генерал, министр иностранных дел (1988, 2005—2006), и. о. президента (1990)[75].
- Домингес, Хорхе (77) — аргентинский государственный и военный деятель, мэр Буэнос-Айреса (1994—1996), министр обороны (1996—1999)[76].
- Инамори, Кадзуо (90) — японский предприниматель[77].
- Каллист (Уэр) (87) — британский иерарх Константинопольской православной церкви, епископ (1982—2007) и митрополит (с 2007 года) Диоклийский[78].
- Летяго, Иван Ефимович (76) — советский футболист, советский и белорусский футбольный тренер[79].
- Нокс, Пол[англ.] (88) — канадский хоккеист, бронзовый призёр Олимпийских игр (1956)[80].
- Пинскер, Максим Гарриевич (58) — российский актёр театра и кино, голос телеканала «ДТВ» (2010—2011) и радиостанции «Звезда»[81].
- Рейнольдс, Уильям (90) — американский киноактёр[82][83].
- Торре, Орландо де ла (78) — перуанский футболист, участник чемпионата мира (1970)[84].
- Чочиев, Алан Резоевич (75) — южноосетинский политический деятель[85].

## 23 августа

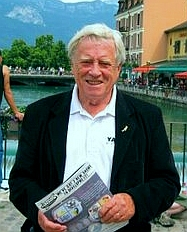
Джеральд Поттертон

- Вивас, Фруто[исп.] (94) — венесуэльский архитектор[86].
- Делич, Божидар (66) — сербский военный и политический деятель, вице-председатель Парламента (2007—2012, с 2022)[87].
- Дуарте, Карлуш (89) — португальский футболист[88].
- Ким Джон Хван[кор.] (98) — южнокорейский государственный деятель министр внутренних дел (1979—1980)[89].
- Лаудэн, Ларри (80) — американский философ и эпистемолог[90].
- Питаевский, Лев Петрович (89) — советский, российский и итальянский физик-теоретик, академик РАН (1991; академик АН СССР с 1990)[91].
- Поттертон, Джеральд (91) — британо-канадский режиссёр, продюсер и мультипликатор[92].
- Робертсон, Джулиан Харт (90) — американский миллиардер[93].
- Тейлор, Крид (93) — американский музыкант и музыкальный продюсер, многократный лауреат премии «Грэмми»[94].
- Человек из дыры — последний представитель первобытного племени Танару (Бразилия), которое отказывалось от любых контактов с цивилизацией[95] (тело найдено в этот день).

## 22 августа

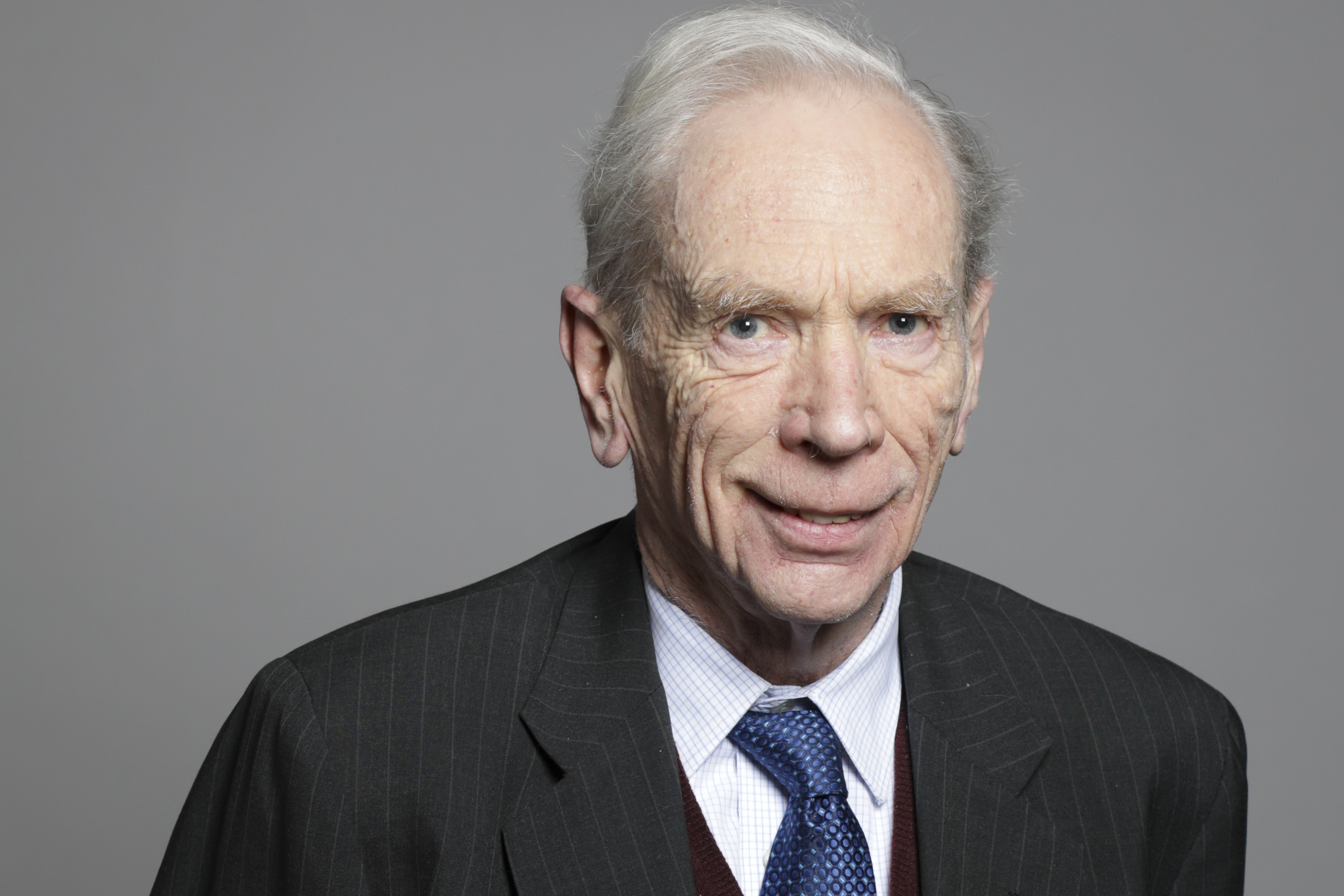
Дэвид Дуглас-Хьюм

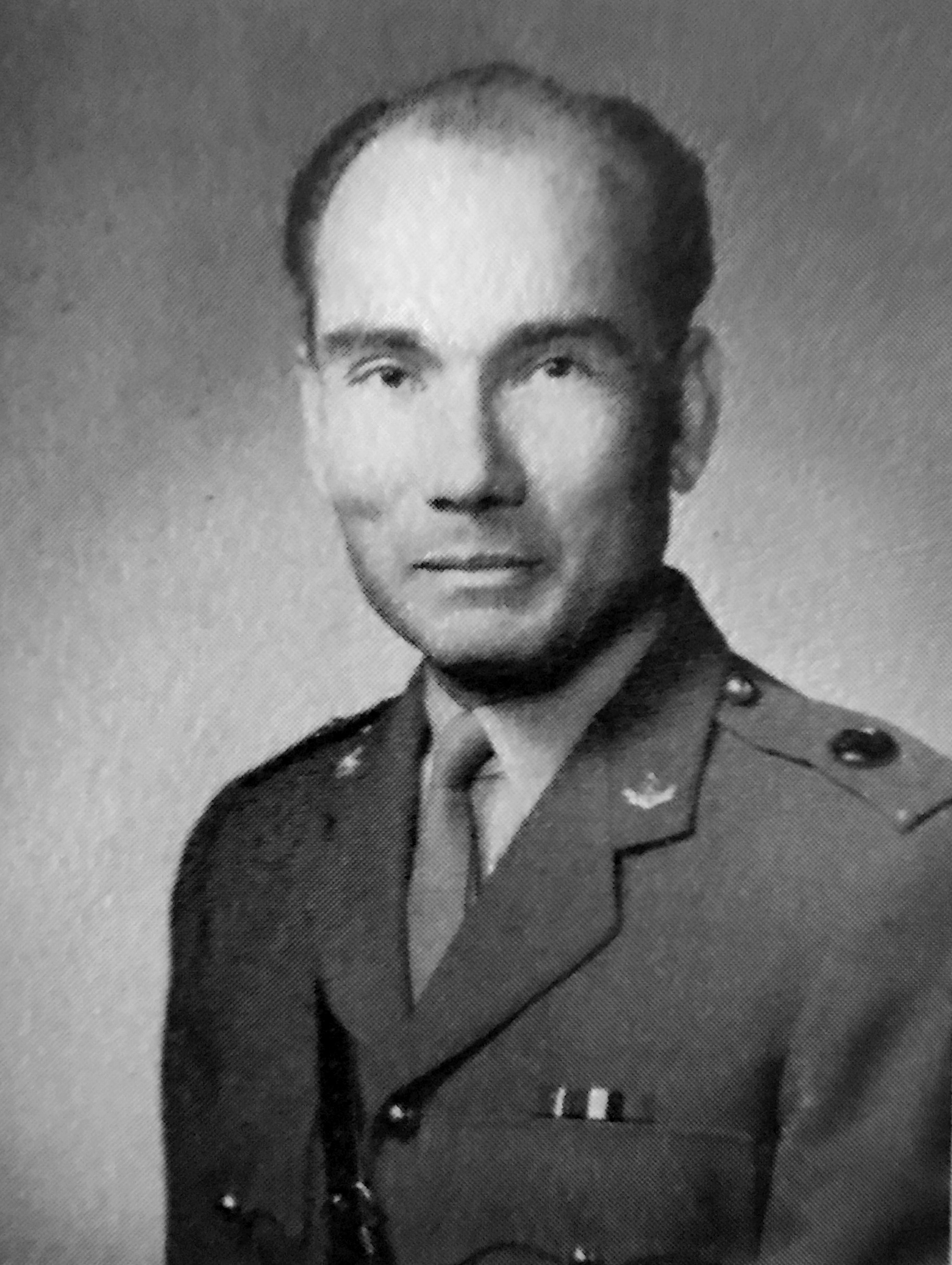
Рахимуддин Хан

- Абдул Халим Абдул Рахман[англ.] (82) — малайзийский политический деятель, депутат Парламента (2004—2013)[96].
- Боровский, Эдмунд[пол.] (77) — польский спринтер, чемпион Европы (1966)[97].
- Дуглас-Хьюм, Дэвид, 15-й граф Хьюм (78) — британский аристократ, член Палаты лордов (с 1996 года), сын Александра Дуглас-Хьюма[98].
- Кортунов, Олег Игоревич (38) — российский муниципальный деятель, глава города Чебоксары (с 2020 года)[99].
- Коэн, Шалом (91) — израильский раввин, духовный лидер партии ШАС (с 2013 года)[100].
- Пастор, Дьёрдь[венг.] (99) — венгерский хоккеист[101].
- Пуллиайнен, Эркки[фин.] (84) — финский биолог и политик, член Парламента (1987—2011)[102].
- Сеитов, Насипкали Сеитович (78) — казахстанский геолог, член-корреспондент НАН Казахстана (2013)[103].
- Уикленд, Ремберт[англ.] (95) — американский католический прелат, архиепископ Милуоки (1977—2002)[104].
- Хан, Рахимуддин (96) — пакистанский государственный и военный деятель, губернатор Белуджистана (1978—1984), председатель Объединённого комитета начальников штабов (1984—1987), губернатор Синда (1988)[105].
- Эллисон, Джерри[англ.] (82) — американский барабанщик и автор песен[106].
- Эрлик, Маргарет[англ.] (57) — новозеландская певица, лауреат премии ARIA Music Awards[107].
- Зеленюк, Вадим Сергеевич (34) — украинский военнослужащий, майор, участник российско-украинской войны, Герой Украины (2022, посмертно); погиб в бою.

## 21 августа

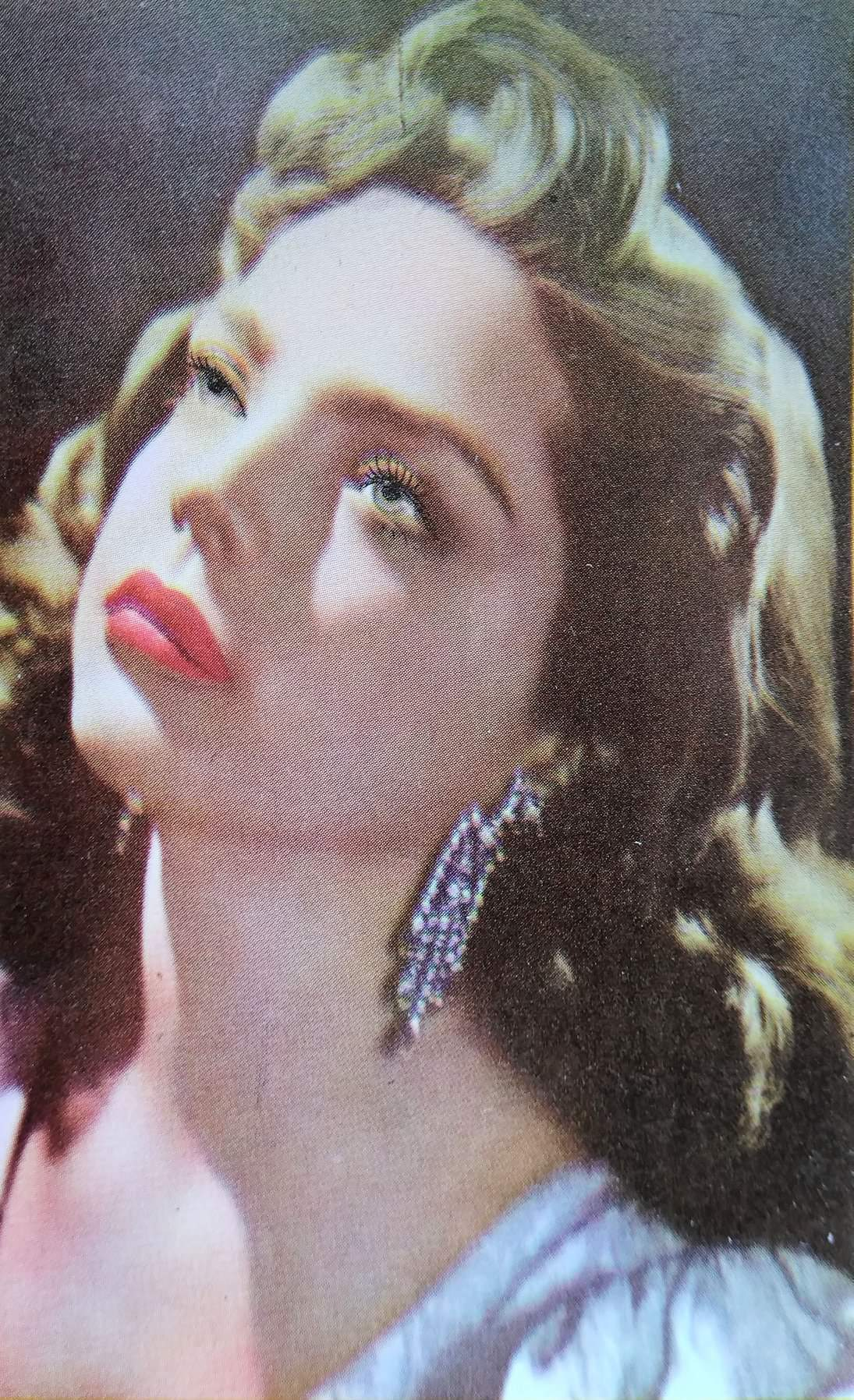
Анабель Гутьеррес

- Адашевская, Марина Константиновна (95) — советская и российская актриса, заслуженная артистка Российской Федерации (2003)[108].
- Армстронг, Дэвид (67) — английский футболист, игрок национальной сборной[109].
- Гутьеррес, Анабель (90) — мексиканская актриса[110].
- Джил, Винсент (82/83) — австралийский актёр[111].
- Лебедев, Николай Сергеевич (100) — советский и российский актёр, народный артист Российской Федерации (2018)[112].
- Молиса, Села[англ.] (71) — политик и государственный деятель Вануату, депутат Парламента (1982—2012), министр внутренних дел (1983), министр иностранных дел (1983—1987), министр финансов (1987—1991, 1998—1999, 2002—2004, 2008—2010, 2011—2012)[113].
- Мрема, Аугустино[англ.] (77) — танзанийский политик и государственный деятель, депутат Парламента (1985—1995, с 2010), министр внутренних дел (1990—1995)[114].
- Паншин, Алексей (82) — американский писатель[115].
- Рейес, Сало[исп.] (69) — чилийский певец[116].
- Уильямс, Роберт (72) — греческий певец и композитор[117].

## 20 августа

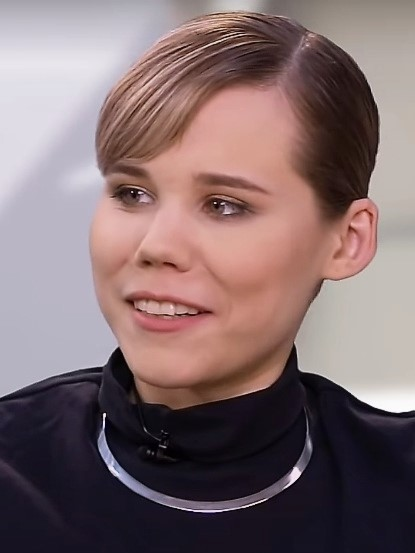
Дарья Дугина

- Банерджи, Самар[англ.] (92) — индийский футболист, участник Олимпийских игр (1956)[118].
- Боэм, Барри (87) — американский специалист по экономике программного обеспечения[119].
- Витали, Леон[англ.] (74) — британский актёр[120].
- Гири, Прадип[англ.] (77) — непальский политик, депутат Палаты представителей Непала (1994—1999, с 2018)[121].
- Дугина, Дарья Александровна (29) — российский философ, политолог и социолог; убийство[122]
- Жименес, Клаудия[порт.] (63) — бразильская актриса[123].
- Маэас, Жак[фр.] (83) — французский политический деятель, депутат Национального собрания (1981—1993), сенатор (1995—2011)[124].
- Патрос, Остатиос[англ.] (58) — индийский иерарх Сирийской православной церкви, епископ Бангалорский (с 2006 года)[125].
- Пепер, Брам[нидерл.] (82) — нидерландский государственный деятель, мэр Роттердама (1982—1998), министр внутренних дел (1998—2000)[126].
- Перуанский, Сергей Серафимович (84) — советский и российский, политический деятель, народный депутат РСФСР/РФ (1990—1993)[127].
- Рази, Сайед Сибтей[англ.] (83) — индийский политик, губернатор Джаркханда (2004—2009) и Ассама (2009)[128].
- Садус, Эдуардо[исп.] (76) — аргентинский юрист и дипломат, посол в Венесуэле (2002—2006)[129].
- Финни, Гейл[англ.] (63) — американский политик, член палаты представителей Канзаса (с 2009)[130].
- Хеймдал, Эудун[норв.] (25) — норвежский спортсмен, чемпион мира по спортивному ориентированию на лыжах (2021)[131].
- Хуммель, Франц[нем.] (83) — немецкий композитор и пианист[132].

## 19 августа
- Бернхардт, Уоррен[англ.] (83) — американский пианист[133].
- Бэйли, Элизабет (83) — американский экономист[134].
- Владыченко, Иван Максимович (98) — советский государственный деятель, председатель Госгортехнадзора (1981—1989)[135].
- Григорьев, Сергей Юрьевич (64) — советский и российский актёр-кукловод, исполнявший роль Фили из детской передачи «Спокойной ночи, малыши!» (1991—2014)[136].
- Дьен, Раймонда (93) — французская политическая активистка[137].
- Лона, Хорхе Луис[англ.] (86) — аргентинский католический прелат, епископ Сан-Луиса (2001—2011)[138].
- Паенк, Эгон (72) — австрийский футболист, игрок национальной сборной[139].
- Пузырёв, Анатолий Юрьевич (76) — советский и российский актёр, заслуженный артист РСФСР (1984)[140].
- Чжан Цинхуэй[кит.] (80) — тайваньский политик, депутат Парламента (2005—2008)[141].
- Юневич, Текла (116) — польская супердолгожительница[142].

## 18 августа

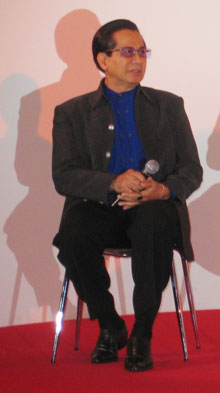
Сомбат Метани

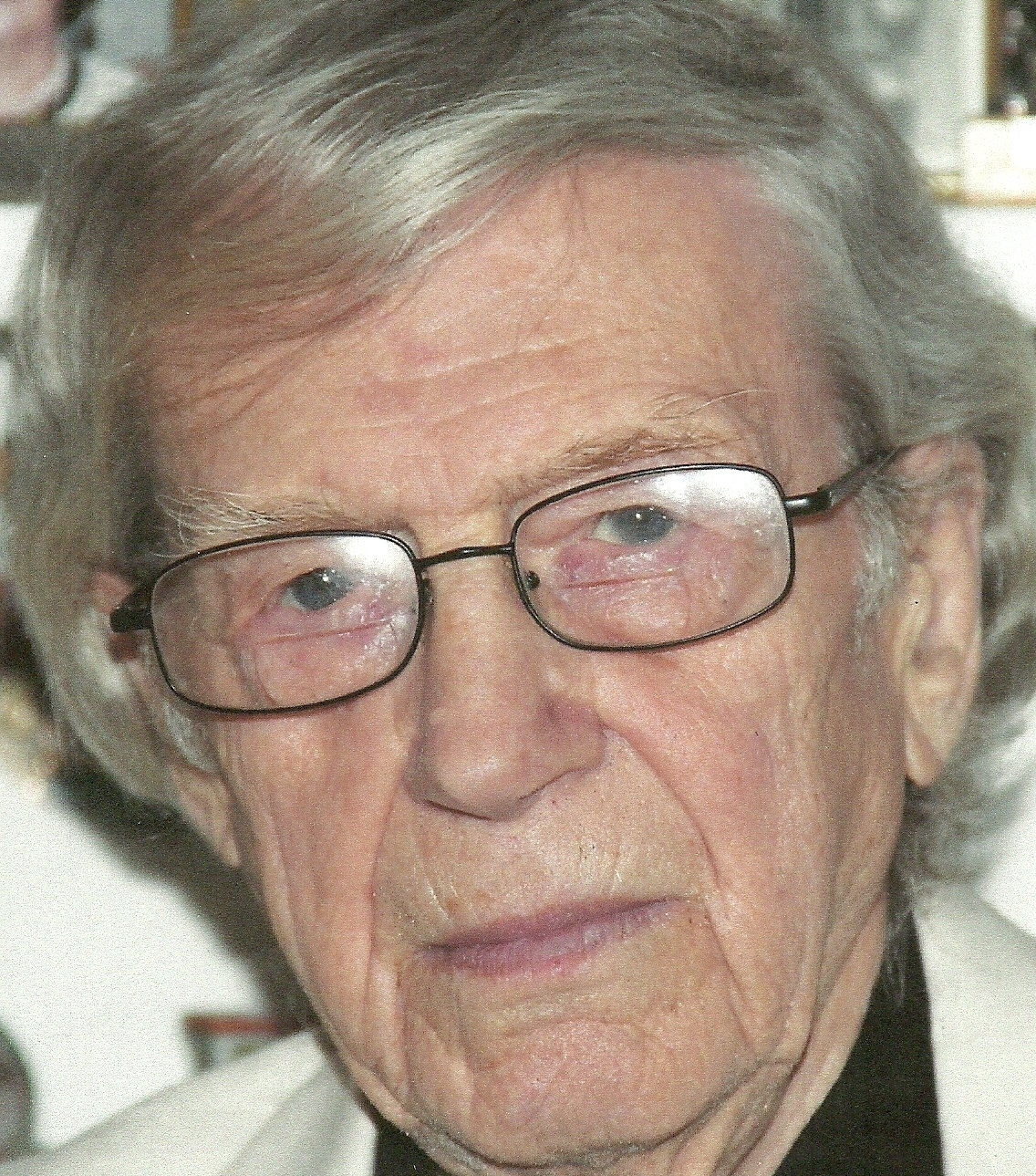
Феликс Новиков

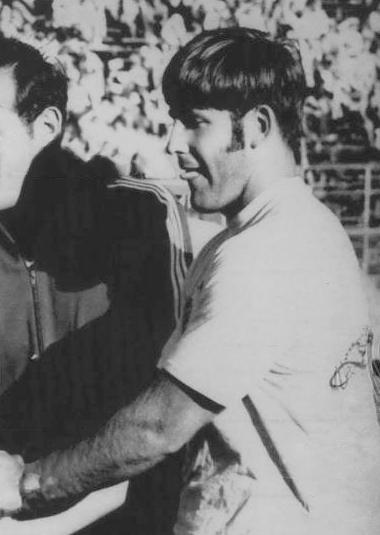
Джон Пауэлл

- Горинчой, Дмитрий Иванович (81) — советский передовик производства, машинист экскаватора, Герой Социалистического Труда (1984)[143].
- Гусев, Владимир Иванович (85) — советский и российский литературовед и литературный критик[144].
- Дубле, Мишель[англ.] (82) — французский политик, сенатор (1989—2014)[145].
- Кужугет, Калин-оол Сереевич (85) — советский и российский учёный-геолог, дядя Сергея Шойгу[146].
- Липтаи, Иштван[англ.] (87) — венгерский баскетболист, участник Олимпийских игр (1960)[147].
- Маллин, Герберт (75) — американский серийный убийца[148].
- Метани, Сомбат (85) — тайский актёр и кинорежиссёр[149].
- Монтегриффо, Мари[англ.] (72) — гибралтарский политический деятель, депутат Парламента (1984—2007), мэр Гибралтара (1988—1995)[150].
- Ндзанга, Рита Элис[англ.] (88) — южноафриканский политический деятель, депутат Парламента (1999—2004)[151].
- Новиков, Феликс Аронович (95) — советский и российский архитектор, народный архитектор СССР (1991)[152].
- Паттон, Вирджиния[англ.] (97) — американская киноактриса[153].
- Пауэлл, Джон (75) — американский дискобол, двукратный бронзовый призёр Олимпийских игр (1976, 1984)[154].
- Тьюсон, Джозефина[англ.] (91) — британская актриса[155].
- Хадрави[англ.] (79) — сомалийский поэт[156].
- Холуёва, Татьяна Георгиевна (86) — советский и российский скульптор, заслуженный художник РСФСР (1990)[157].
- Козлов, Евгений Юрьевич (20) — украинский военнослужащий, солдат, участник российско-украинской войны, Герой Украины (2024, посмертно); погиб в бою.

## 17 августа

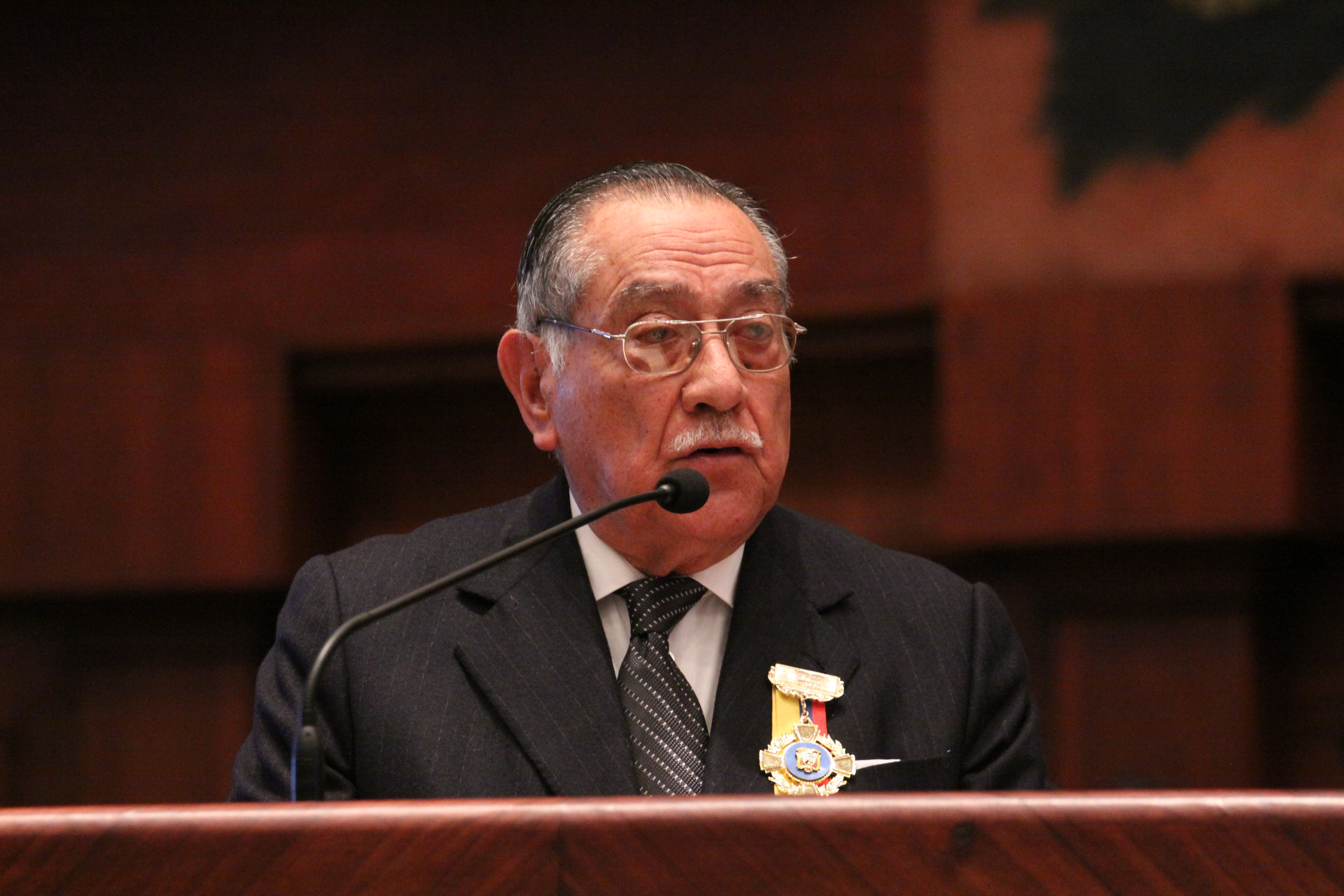
Луис Валенсия Родригес

- Валенсия Родригес, Луис (96) — эквадорский государственный деятель, министр иностранных дел (1965—1966, 1981—1984)[158].
- Гедини, Никколо[итал.] (62) — итальянский юрист и политик, член Палаты депутатов (2001—2006, 2008—2013), сенатор (2006—2008, с 2013)[159].
- Диев, Сергей Валерианович (64) — советский, украинский футболист; украинский и российский футбольный тренер[160].
- Лёгкий, Анатолий Захарович (87) — советский передовик производства, токарь, Герой Социалистического Труда (1974)[161].
- Ляшева, Руслана Петровна (79) — советский и российский литературный критик, журналист, прозаик[162].
- Макари, Фарид[англ.] (74) — ливанский политик, депутат Парламента (1992—2014), министр информации (1995—1996)[163].
- Марач, Кирилл Сергеевич (36) — украинский военнослужащий, главный сержант, участник российско-украинской войны, Герой Украины (2023, посмертно); умер от ранений.
- Миллерс, Талис (93) — латвийский химик, академик (1992) и президент (1994—1998) АН Латвии[164].
- Мозелов, Анатолий Павлович (81) — советский и российский философ, доктор философских наук, профессор[165].
- Монтиконе, Франко[итал.] (82) — итальянский военный деятель, генерал[166].
- Мрачек, Зденек[чеш.] (92) — чехословацкий и чешский нейрохирург и политический деятель, приматор Пльзеня (1990—1994)[167].
- Муренин, Константин Платонович (87) — советский партийный деятель, первый секретарь Саратовского обкома КПСС (1989—1991), народный депутат РСФСР / РФ (1990—1993)[168].
- Смирнова, Зоя Ананьевна (94) — советский передовик строительной отрасли, Герой Социалистического Труда (1981)[169].
- Тертышников, Владимир Иванович (80) — советский и украинский правовед, заслуженный юрист РСФСР (1990)[170].
- Чен Ман Хин[англ.] (97) — малайзийский политик, депутат Парламента (1969—1982, 1983—1990), председатель Партии демократического действия Малайзии (1966—1999)[171].
- Черепанова, Ольга Александровна (86) — советский и российский филолог, этнограф и фольклорист, профессор СПбГУ[172].
- Штарк, Эккехарт[нем.] (75) — немецкий художник-график[173].

## 16 августа

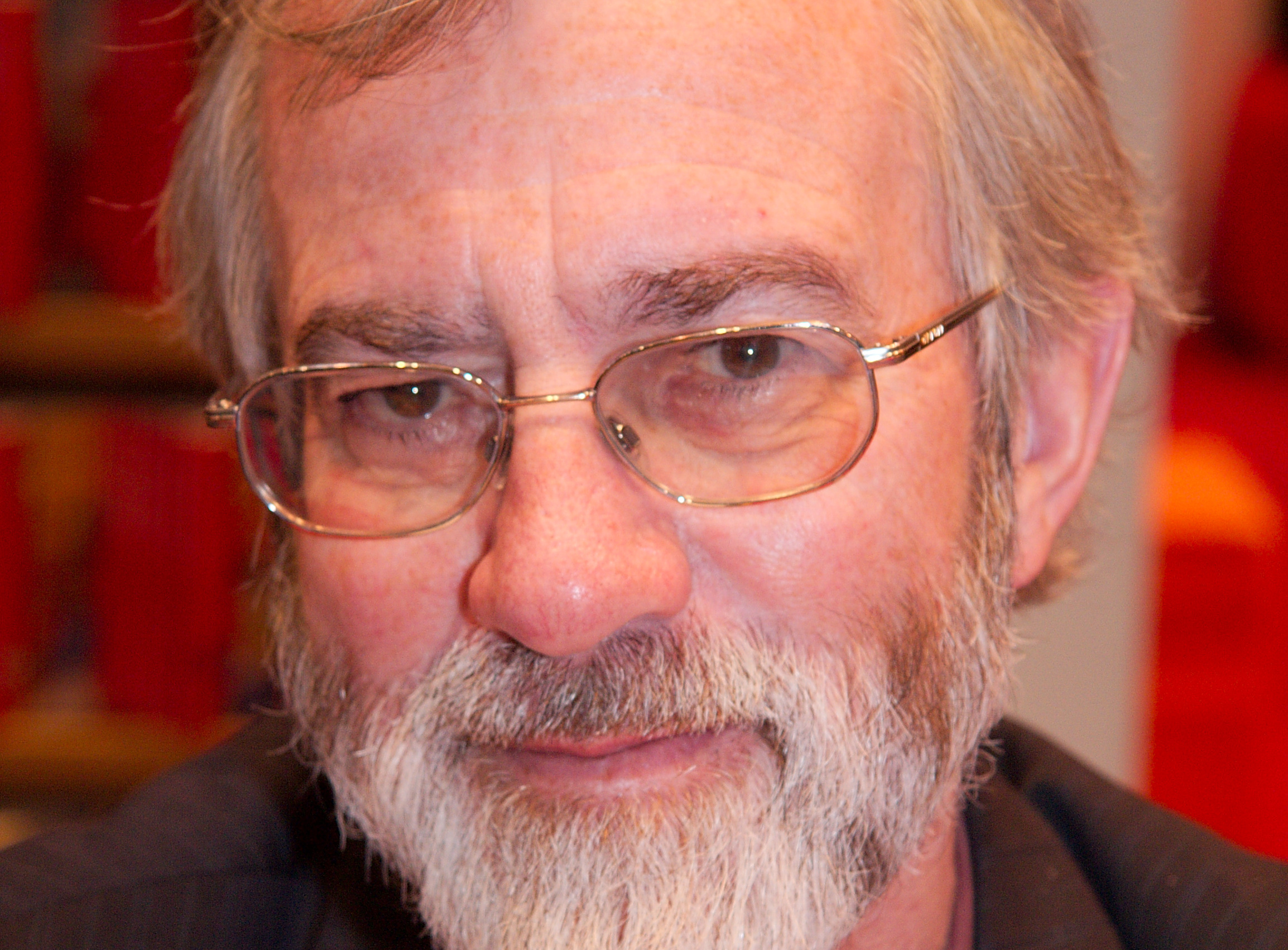
Джозеф Дилейни

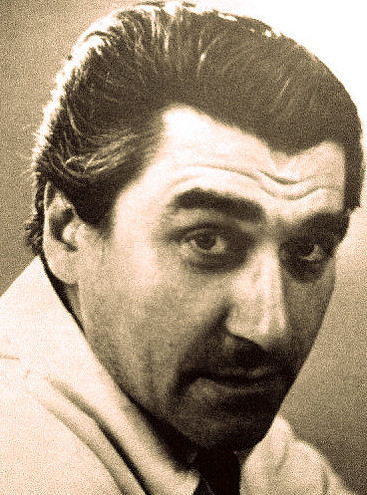
Виктор Зозулин

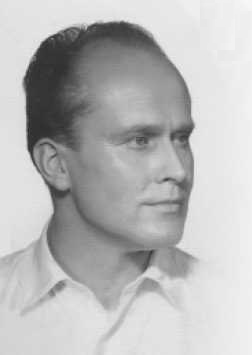
Махти Лехтинен

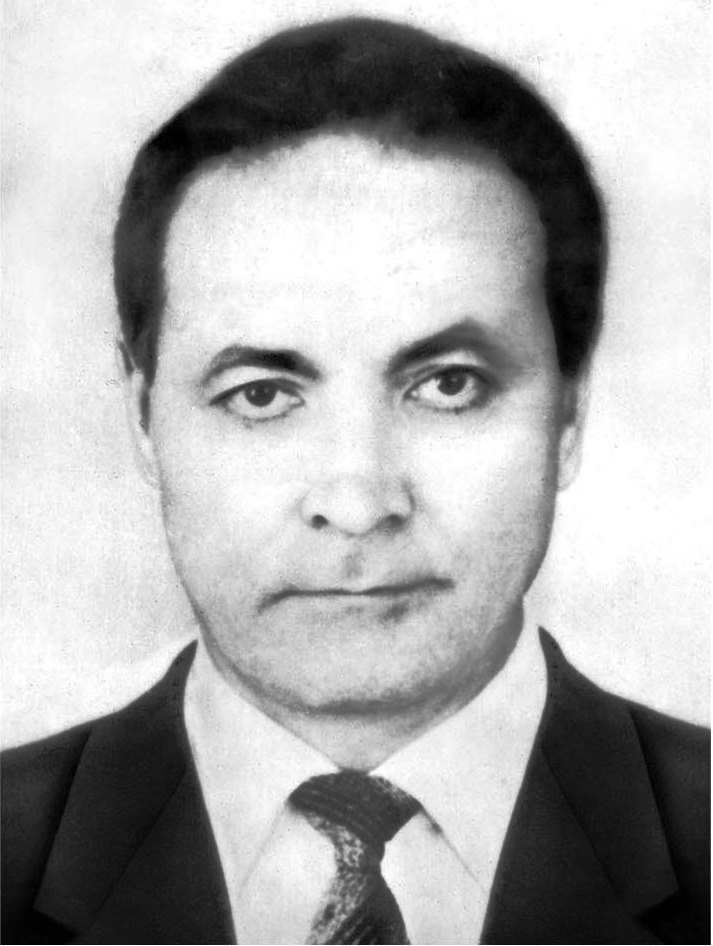
Фазыл Тахиров

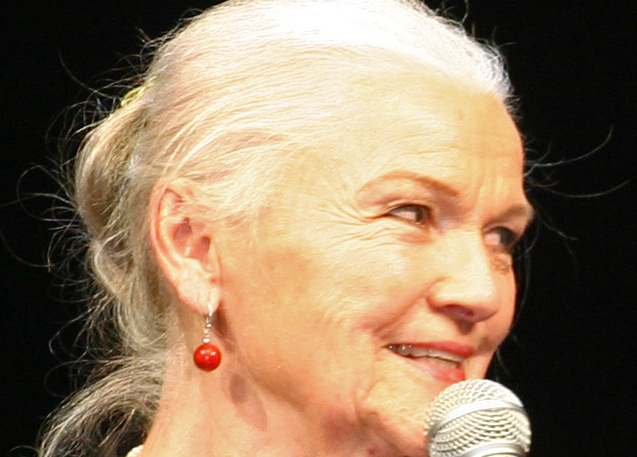
Ева-Мария Хаген

- Браун, Дагги[англ.] (82) — британский актёр[174].
- Дилейни, Джозеф (77) — английский писатель[175].
- Елькен, Айдын[тур.] (83) — турецкий футболист, игрок национальной сборной[176].
- Зозулин, Виктор Викторович (77) — советский и российский актёр, народный артист Российской Федерации (2001)[177].
- Лехтинен, Матти Калерво (100) — финский певец (баритон)[178].
- Мастернак, Станислав[пол.] (76) — польский политик, депутат Сейма (1993—2001)
- Монтегю, Брюс[англ.] (83) — британский актёр[179].
- Пал, Рупчанд[англ.] (85) — индийский политик, депутат Парламента (1980—1984, 1989—2009)[180].
- Паче, Доменико[итал.] (98) — итальянский саблист, серебряный призёр чемпионата мира (1953)[181].
- Петерсон, Ханс[швед.] (99) — шведский детский писатель; самоубийство[182].
- Рагимбейли, Фирангиз[азерб.] (62) — азербайджанская певица и актриса[183].
- Тахиров, Фазыл Тахирович (84) — советский и таджикский правовед, ректор Таджикского национального университета (1990—1995), академик АН Таджикистана (2008)[184].
- Фрич, Харальд (79) — немецкий физик-теоретик, профессор Мюнхенского университета[185].
- Хаген, Ева-Мария (87) — немецкая актриса и певица[186].
- Шель, Виктор Иванович (71) — советский футболист («Кузбасс», «Локомотив» Москва)[187].
- Щербаков, Фёдор Иванович (75) — казахстанский военачальник, командующий Сухопутными войсками — первый заместитель министра обороны Казахстана (1994—1997), генерал-лейтенант (1993)[188].
- Чабаненко, Михаил Анатольевич (31) — украинский военнослужащий, старший сержант, участник российско-украинской войны, Герой Украины (2023, посмертно); погиб в бою.

## 15 августа
- Бьюкнер, Фредерик[англ.] (95) — американский писатель[189].
- Вархейи, Андраш[венг.] (68) — венгерский журналист, поэт, писатель, юрист, член Парламента (1998—2002)[190].
- Заболотная, Наталия Викторовна[укр.] (65) — российский музыковед и педагог, доктор искусствоведения, профессор РАМ им. Гнесиных[191].
- Зелиньский, Раймунд[пол.] (81) — польский велогонщик, участник Олимпийских игр (1964, 1968)[192].
- Кононов, Анатолий Леонидович (75) — российский юрист, судья Конституционного суда (1991—2009), заслуженный юрист Российской Федерации[193].
- Косыбаева, Тамара Окиметовна (94) — советская и казахская актриса, заслуженная артистка Казахстана (1998)[194].
- Морозов, Евгений Кимович (67) — советский рок-музыкант, вокалист группы «ДК»[195].
- Лусарди, Уго (39) — парагвайский футболист[196].
- Отье, Кристин[фр.] (72) — французская певица, мать певицы Berry[197].
- Романов, Александр Олегович (30) — украинский военнослужащий, младший сержант, участник российско-украинской войны, Герой Украины (2023, посмертно); погиб в бою.
- Сакса, Александр Иванович (71) — российский археолог, доктор исторических наук (2007), сотрудник ИИМК РАН[198].
- Фурса, Виталий Иллиодорович (76) — советский футболист[199].

## 14 августа

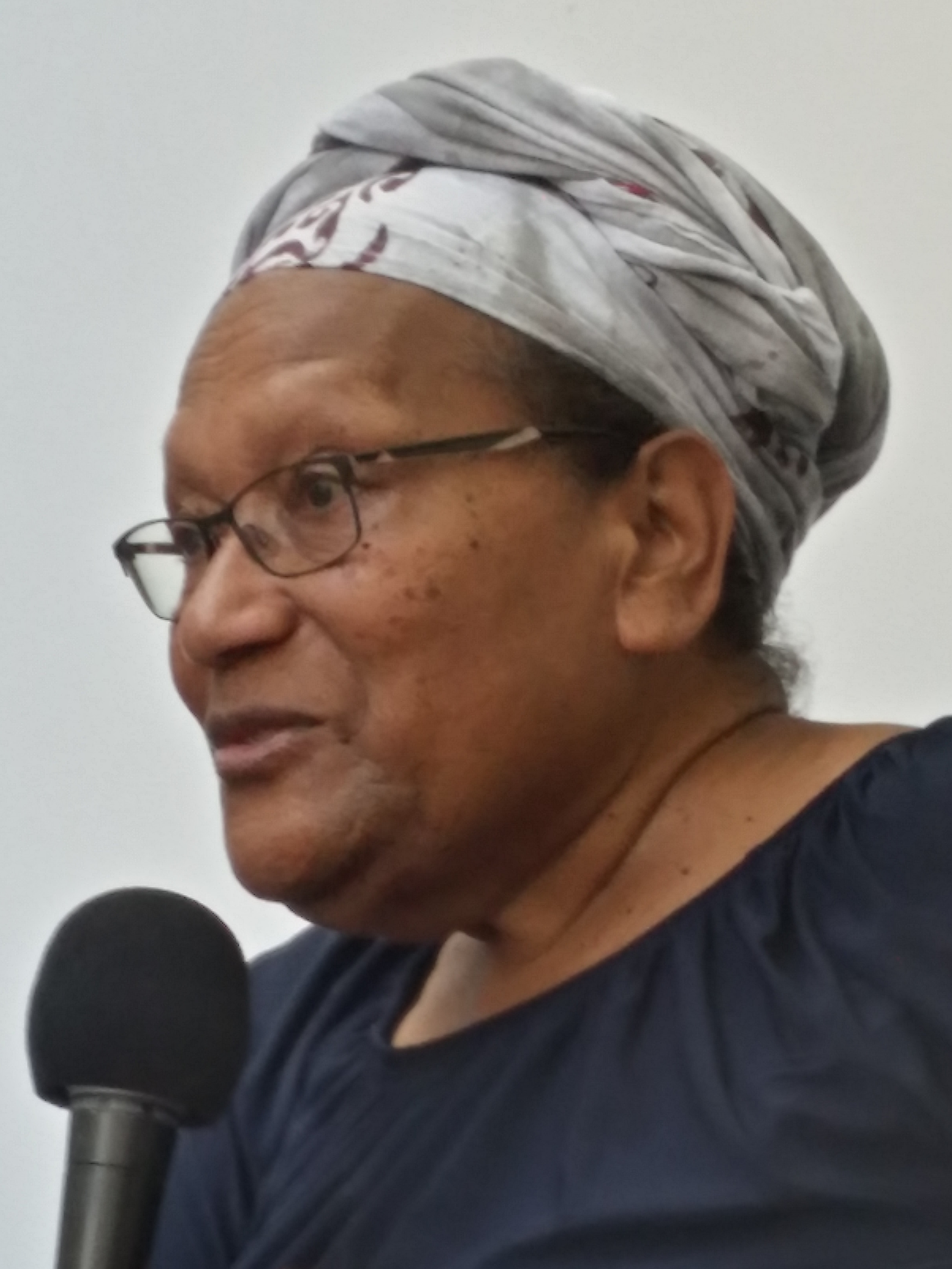
Деве Городе

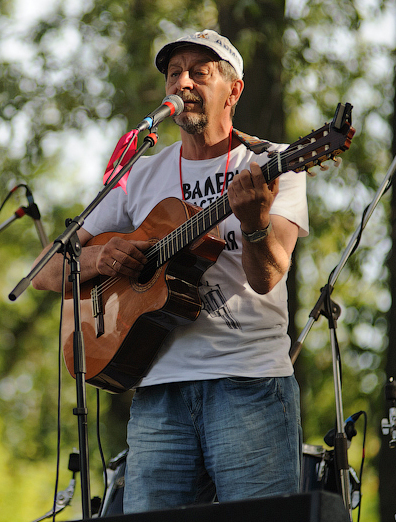
Валерий Мищук

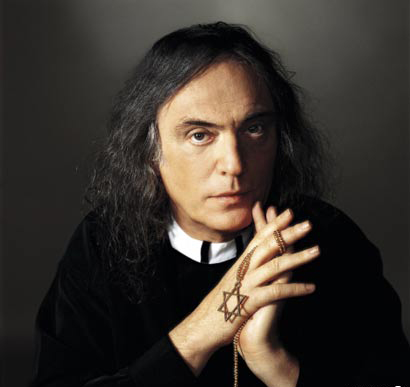
Цвика Пик

- Блищик, Вадим Адамович (36) — украинский военнослужащий, младший лейтенант, участник российско-украинской войны, Герой Украины (2023, посмертно); погиб в бою.
- Врубель, Дмитрий Владимирович (62) — российский и немецкий художник[200].
- Гарсоян, Нина Геворговна (99) — американский историк[201].
- Городе, Деве (73) — новокаледонская писательница и политический деятель[202].
- Дамо, Кристач (89) — албанский кинорежиссёр[203].
- Евтушенко, Леонид Макарович (77) — советский гандболист, советский и украинский гандбольный тренер, заслуженный тренер Украины (1987)[204].
- Лупий, Олесь Васильевич (84) — украинский поэт, прозаик, драматург, сценарист[205].
- Мищук, Валерий Леонидович (71) — советский и российский поэт, композитор, автор-исполнитель[206].
- Пик, Цвика (70) — израильский певец, композитор и поэт[207].
- Рапопорт, Дэн (52) — американский финансист[208].
- Ремизов, Виталий Борисович (72) — российский литературовед и музейный деятель, директор Государственного музея Л. Н. Толстого (2001—2012), почётный член РАХ[209].
- Табаров, Нур Табарович (81) — советский и таджикский писатель, депутат Верховного Совета Таджикской ССР (1987—1990), экс-министр культуры Таджикистана[210].
- Турсумбаев, Балташ Молдабаевич (75) — казахстанский политик, заместитель премьер-министра (1992—1993, 1998—1999)[211].

## 13 августа

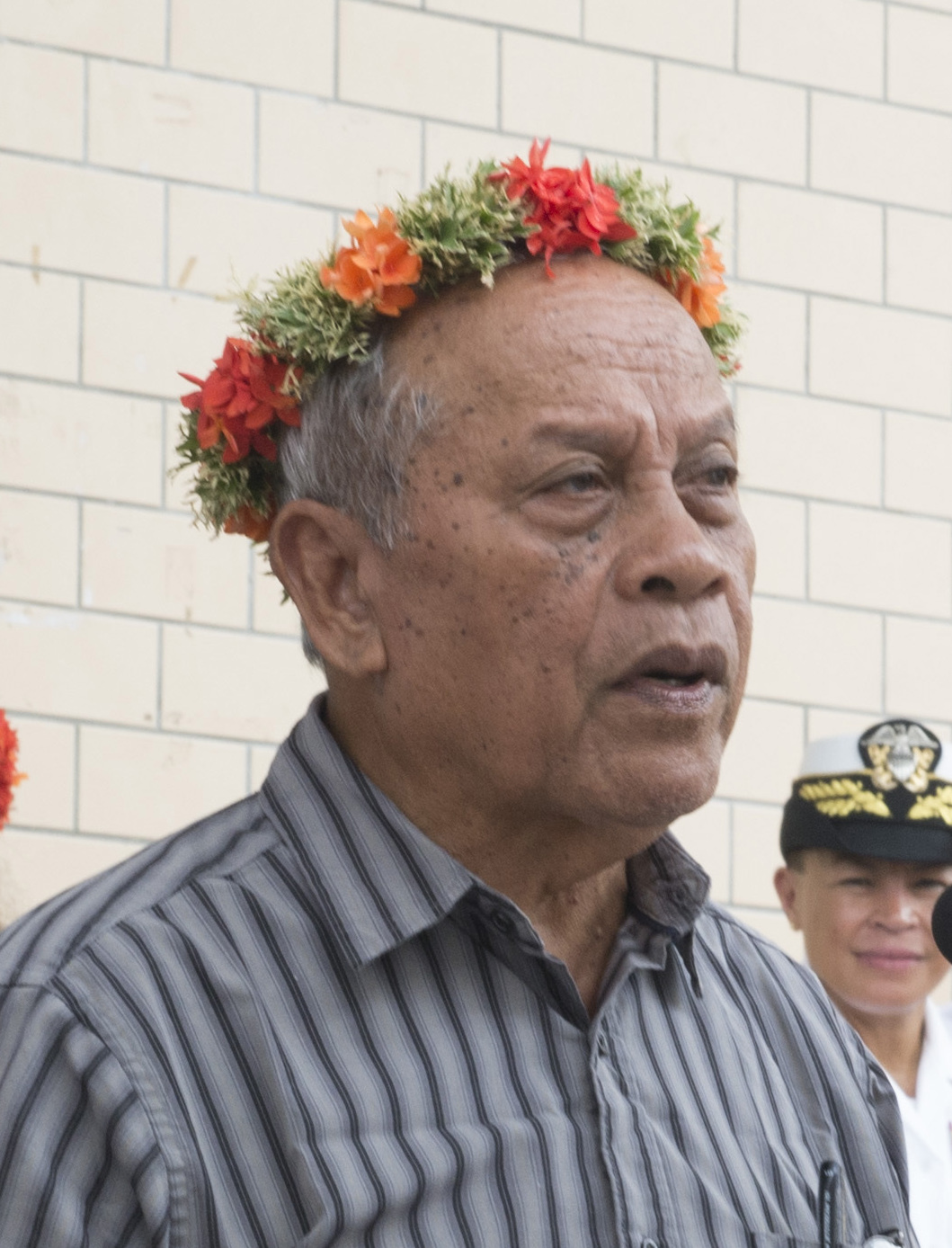
Ёсиво Джордж

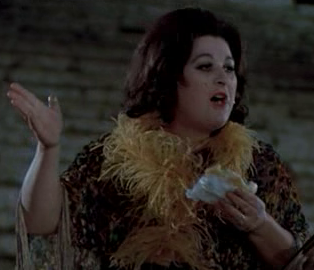
Россана Ди Лоренцо

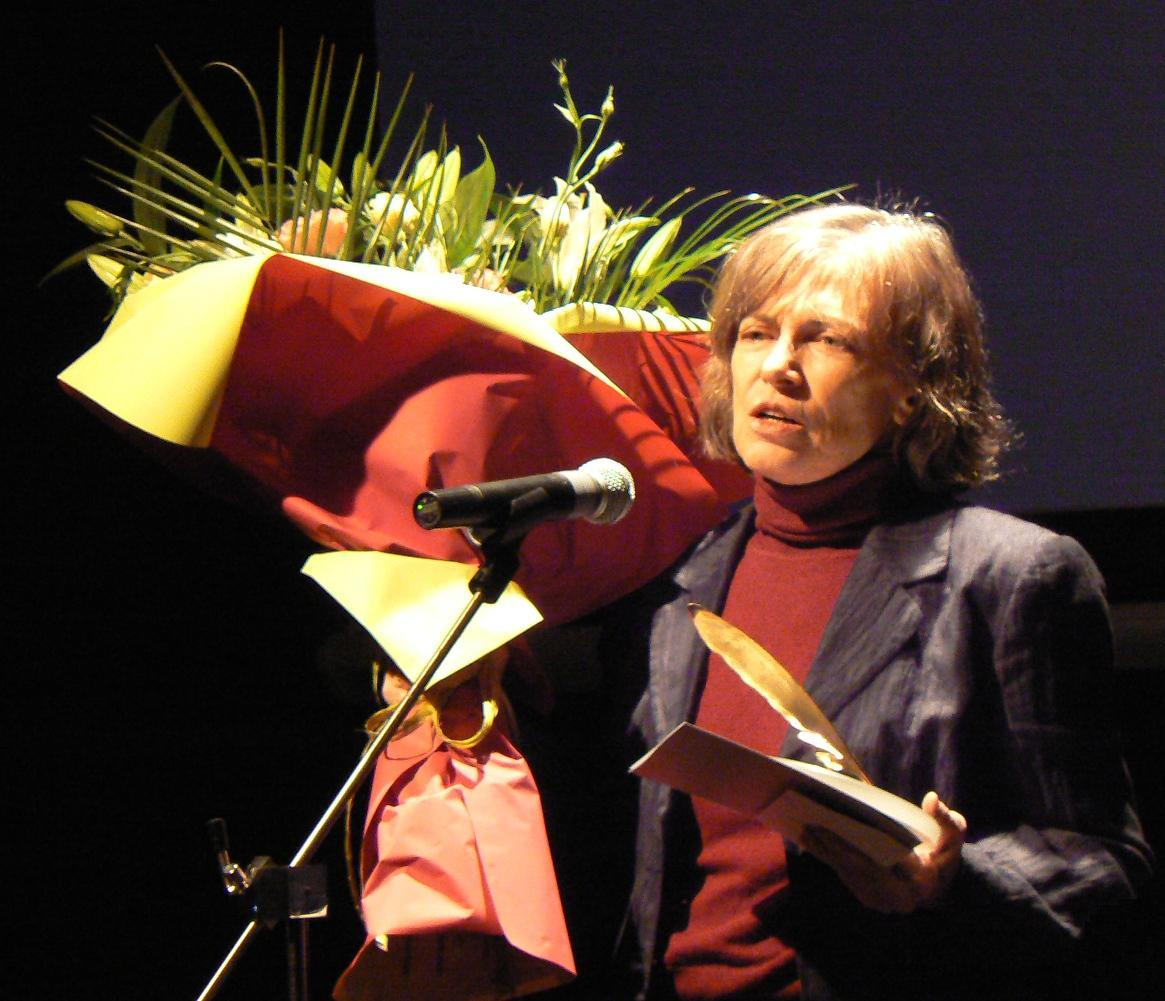
Екатерина Йосифова

- Анджела, Пьеро[итал.] (93) — итальянский журналист, писатель и пианист[212].
- Бернс, Майкл В.[англ.] (79) — американский биолог[213].
- Дауз, Дениз (64) — американская актриса и режиссёр[214].
- Джордж, Ёсиво (81) — вице-президент Микронезии (с 2015 года)[215].
- Ди Лоренцо, Россана (84) — итальянская киноактриса[216].
- Йосифова, Екатерина (81) — болгарская поэтесса[217].
- Ковачевич-Коич, Десанка[серб.] (96) — сербский историк, действительный член Сербской академии наук и искусств (1994)[218].
- Петрань, Моймир[чеш.] (99) — чехословацкий и чешский изобретатель[219].
- Салвадор, Анжелу Домингус[порт.] (90) — бразильский католический прелат, епископ Уругуаяны (1999—2007)[220].
- Сароян, Сейран Фирдусович (54) — армянский военный и политический деятель, депутат Парламента (2007—2018) (о смерти объявлено в этот день)[221].
- Манько, Вадим Александрович (26) — украинский военнослужащий, капитан, участник российско-украинской войны, Герой Украины (2022, посмертно); погиб в бою.

## 12 августа

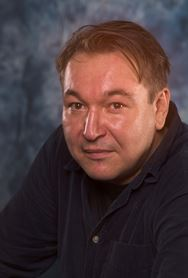
Герман Витке

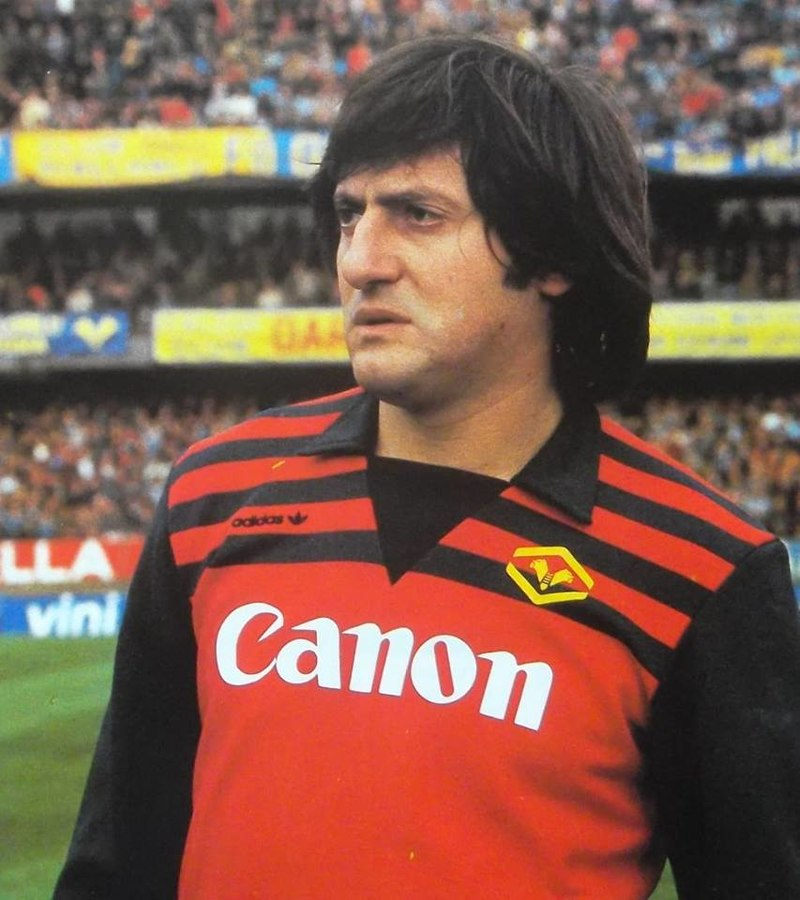
Клаудио Гарелла

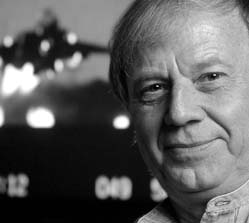
Вольфганг Петерсен

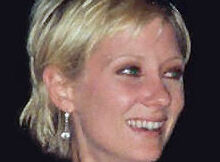
Энн Хеч

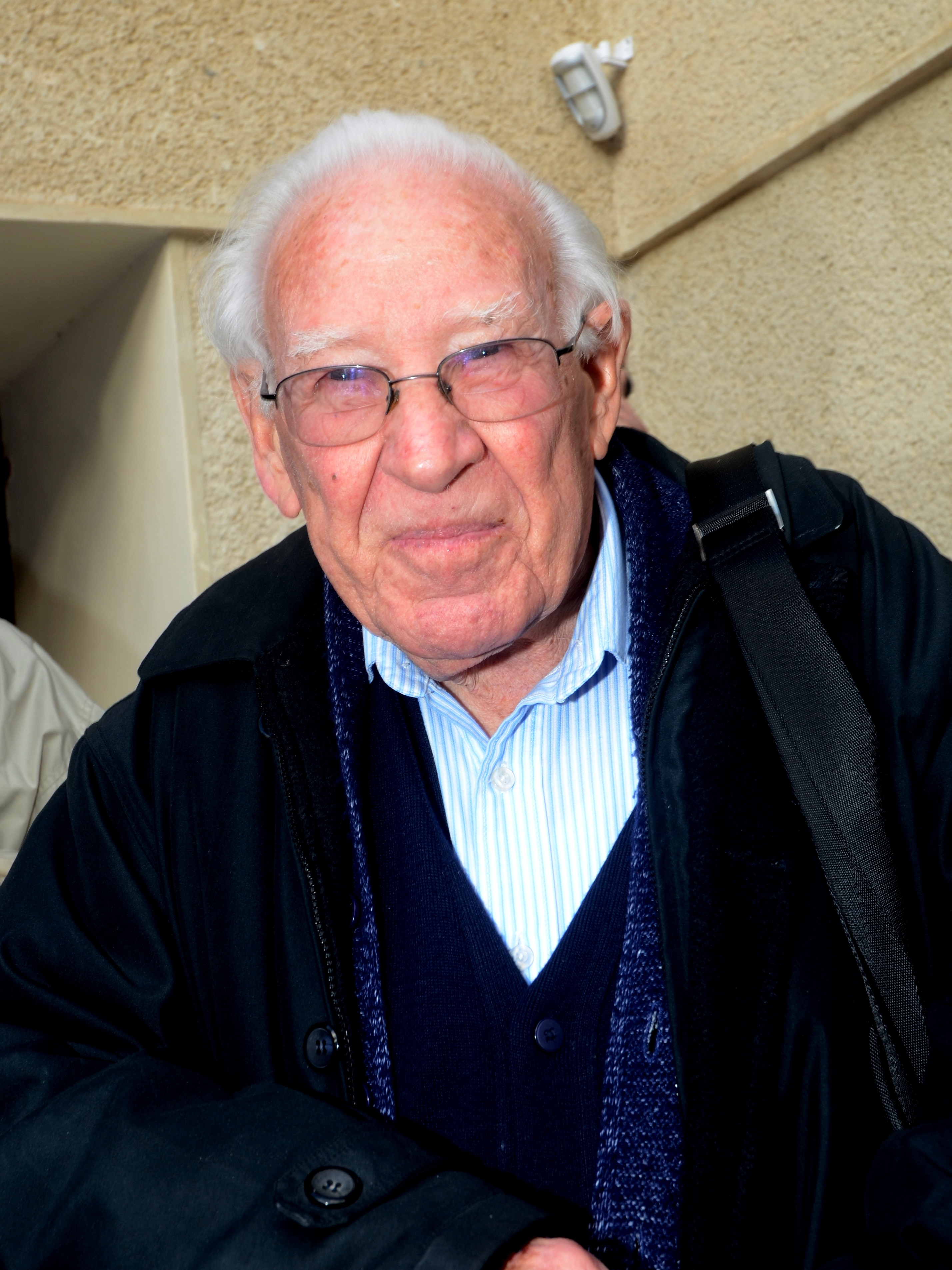
Аарон Ядлин

- Абдуллин, Тимерьян Габдрахманович (95) — советский микробиолог и эпидемиолог, доктор медицинских наук (1980), профессор (1984), начальник НИИ микробиологии МО СССР (1984—1991), генерал-майор медицинской службы[222].
- Витке, Герман Юрьевич (53) — советский и российский поэт, автор песен, продюсер[223].
- Гарелла, Клаудио (67) — итальянский футболист[224].
- Друж, Лиз (102) — шведская художница и писательница[225].
- Гусяк, Дарья Юрьевна (98) — деятель ОУН-УПА[226].
- Зейглер, Льюис[нем.] (78) — либерийский католический прелат, архиепископ Монровии (2011—2021)[227].
- Костеневич, Альберт Григорьевич (85) — советский и российский искусствовед, доктор искусствоведения, главный научный сотрудник отдела западноевропейского искусства Эрмитажа[228].
- Наталия ЛЛ (85) — польская художница-концептуалистка[229].
- Перес-Пайя, Хосе Луис[исп.] (94) — испанский футболист, игрок национальной сборной[230].
- Петерсен, Вольфганг (81) — немецкий кинорежиссёр, сценарист и продюсер[231].
- Семёнов, Вячеслав Михайлович (74) — советский футболист, бронзовый призёр Олимпийских игр (1972)[232].
- Урибе Варгас, Диего[исп.] (90) — колумбийский государственный деятель, министр иностранных дел (1978—1981)[233].
- Хан, Мотиулла (84) — пакистанский игрок в хоккей на траве, чемпион (1960) и серебряный призёр (1956, 1964) Олимпийских игр[234].
- Хеч, Энн (53) — американская актриса; ДТП[235].
- Ядлин, Аарон (96) — израильский политический деятель, министр образования (1974—1977), депутат Кнессета (1960—1961, 1964—1979)[236].

## 11 августа

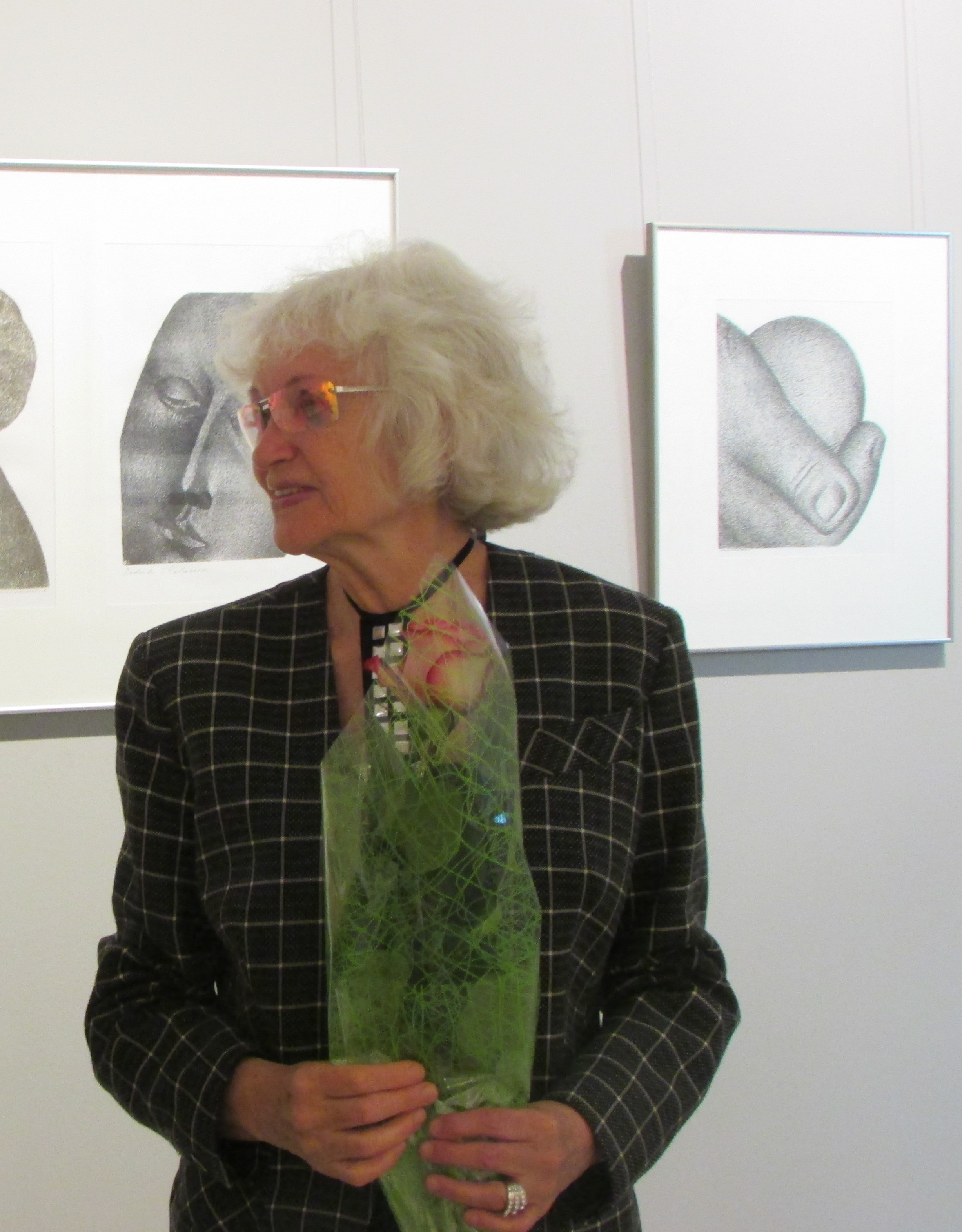
Людмила Кальмаева

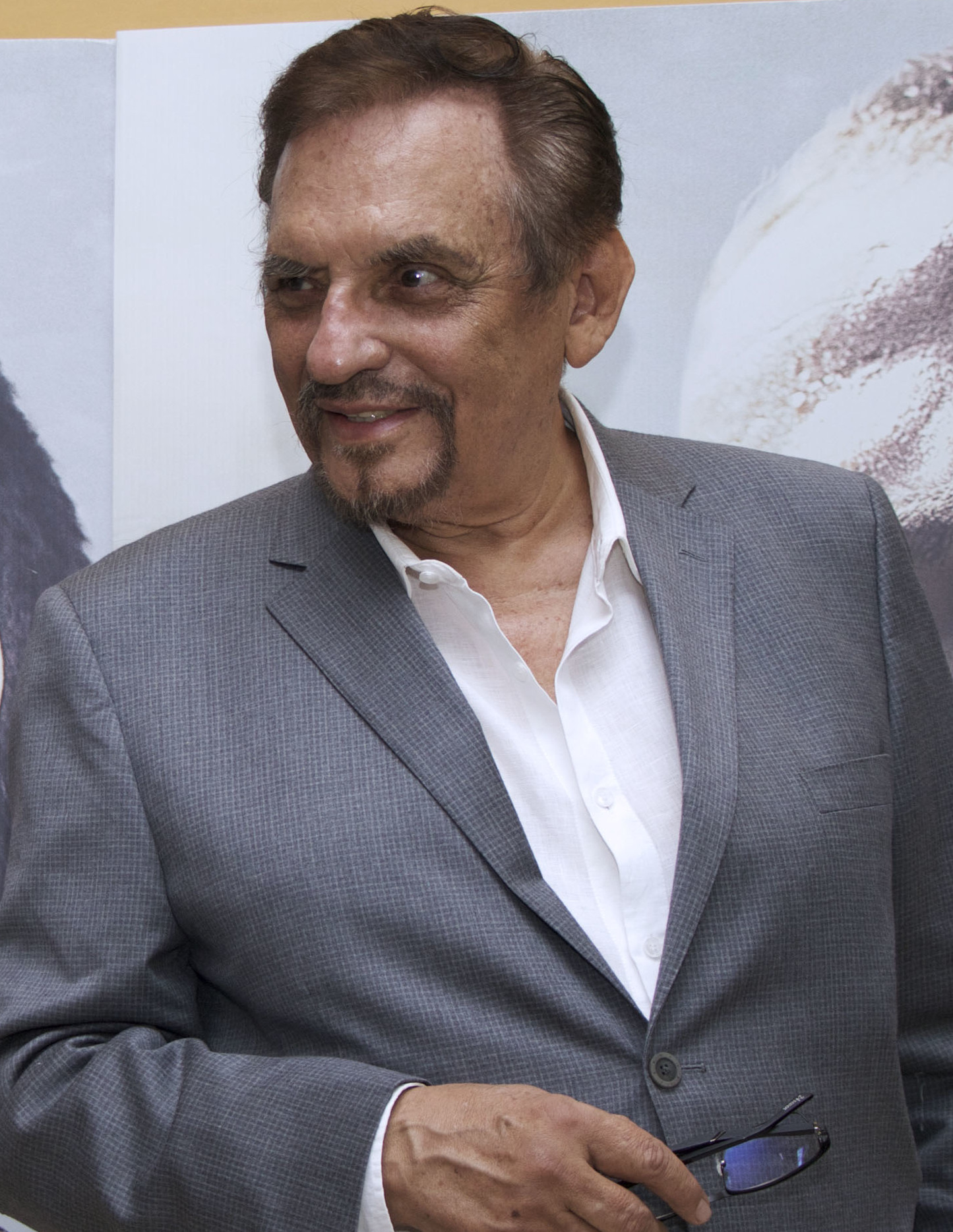
Мануэль Охеда

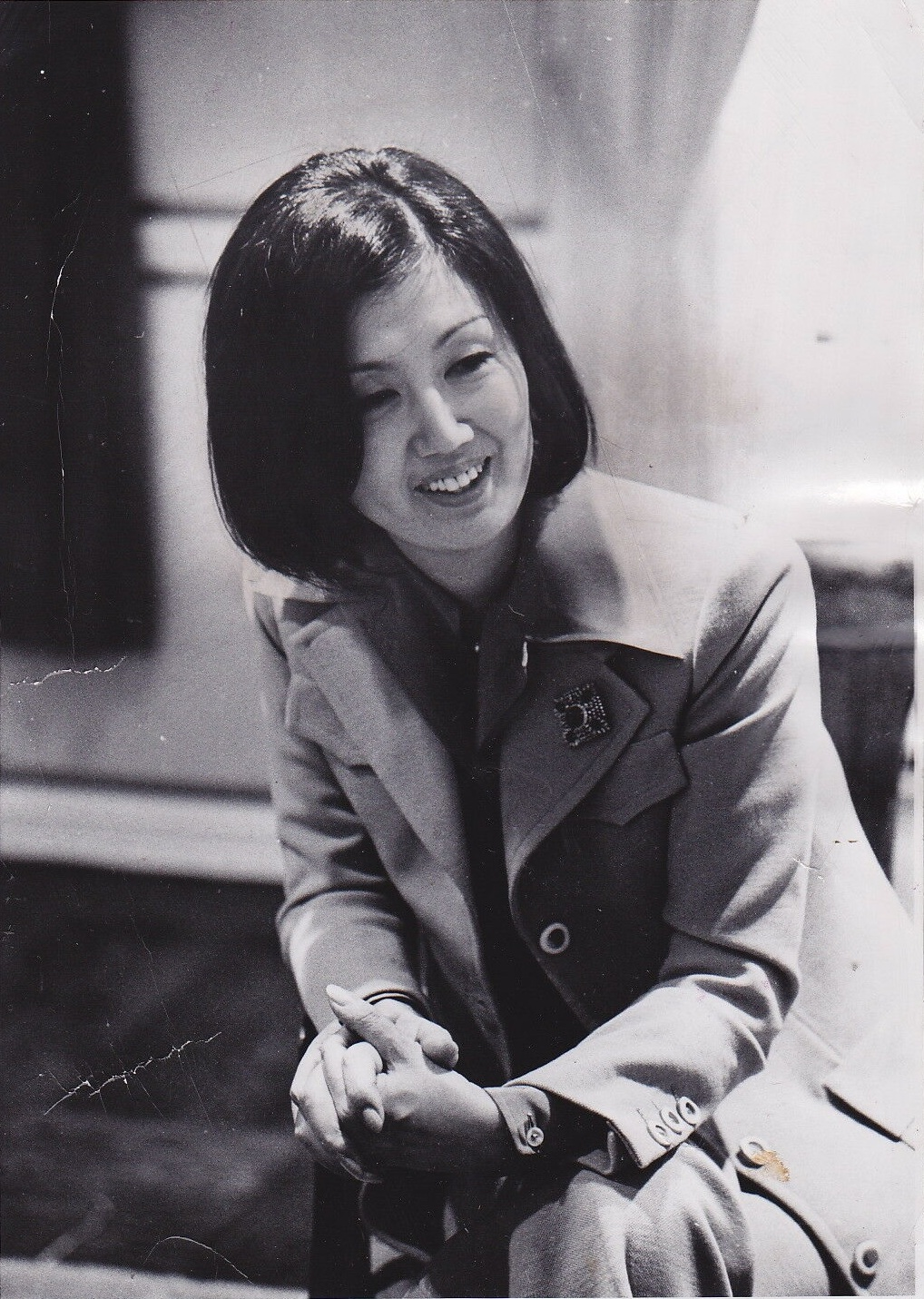
Ханае Мори

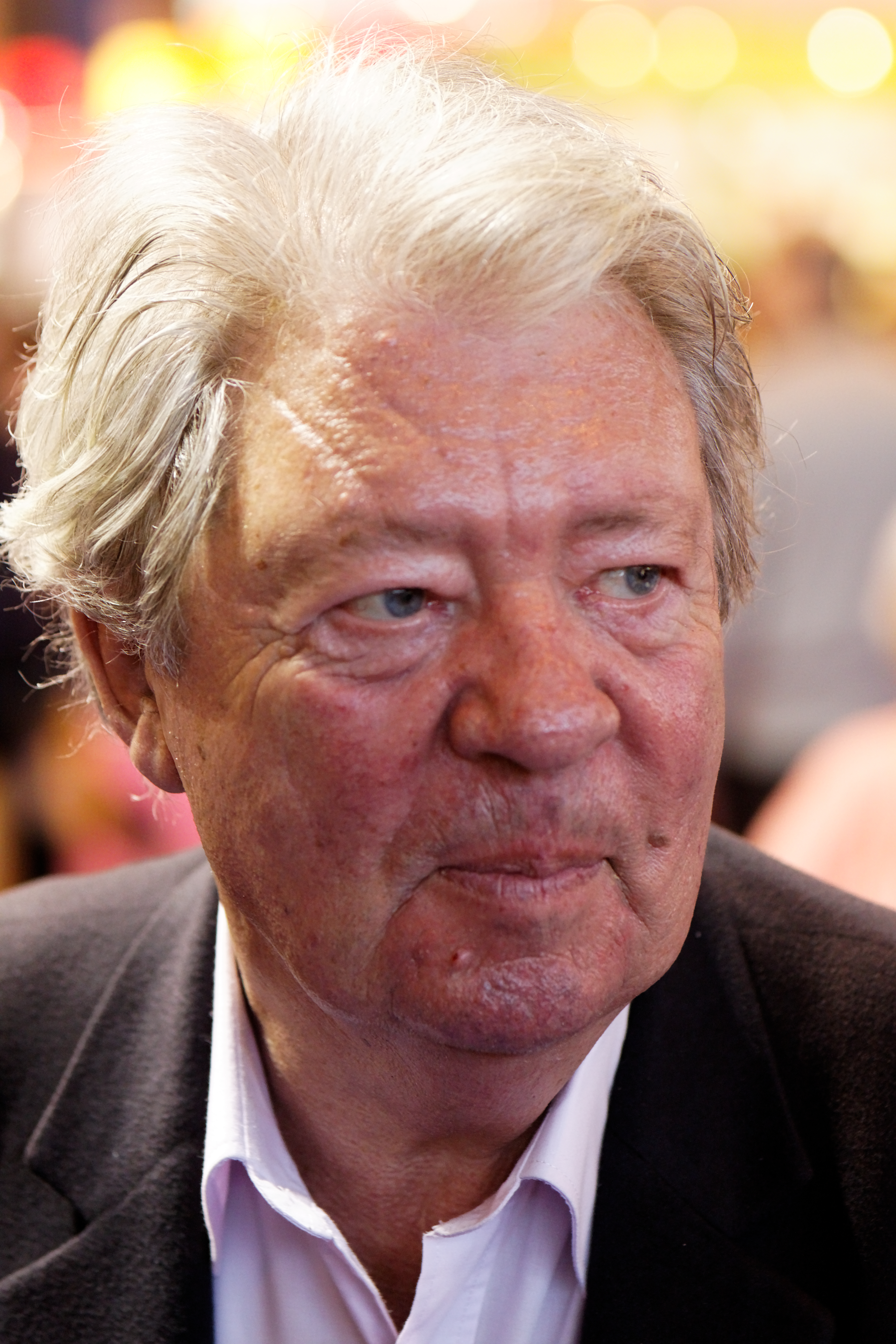
Жан-Жак Семпе

- Баднарик, Майкл[англ.] (68) — американский программист и политический деятель[237].
- Грольман, Лев Владимирович (81) — советский и российский шахматный композитор[238].
- Данеш, Дариус (41) — британский певец и автор песен[239].
- Кальмаева, Людмила Михайловна (76) — белорусская художница[240].
- Марьямс, Артём Станиславович (42) — российский хоккеист («Спартак» Москва)[241].
- Митев, Юрий[болг.] (64) — болгарский биатлонист, участник Олимпийских игр (1980, 1984)[242].
- Мори, Ханаэ[яп.] (96) — японский модельер[243].
- Охеда, Мануэль (81) — мексиканский актёр[244].
- Питман, Билл[англ.] (102) — американский гитарист[245].
- Раку, Валерий Васильевич (69) — советский и российский оперный режиссёр, заслуженный деятель искусств Российской Федерации[246].
- Семпе, Жан-Жак (89) — французский художник-карикатурист[247].
- Тот, Йожеф (70) — венгерский футболист[248].
- Федорук, Анатолий Тарасович (83) — белорусский геоботаник, доктор биологических наук, профессор БГПУ[249].
- Хромов, Николай Елизарович (91) — советский военно-морской деятель, заместитель командующего Балтийским флотом (1984—1990), вице-адмирал (1984)[250].
- Эльстон, Виктор Александрович (89) — советский и российский музыкант, солист оркестра Большого театра (1957—1996), заслуженный артист Российской Федерации (1994)[251].

## 10 августа

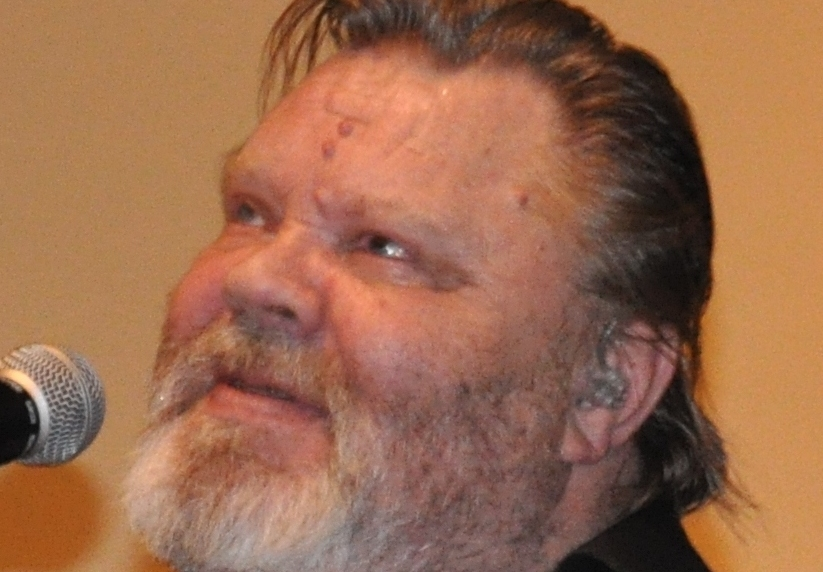
Веса-Матти Лойри

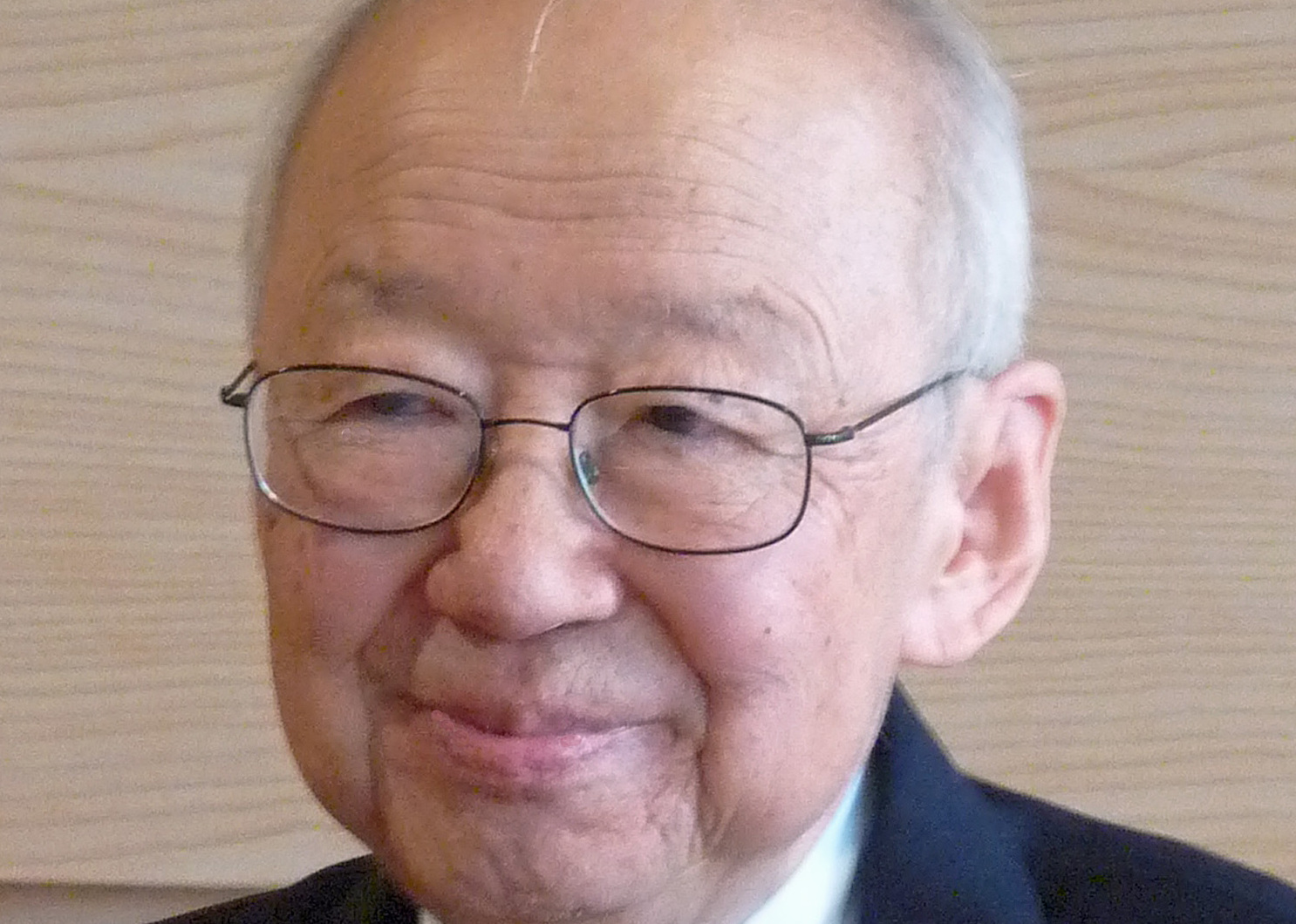
И-Фу Туан

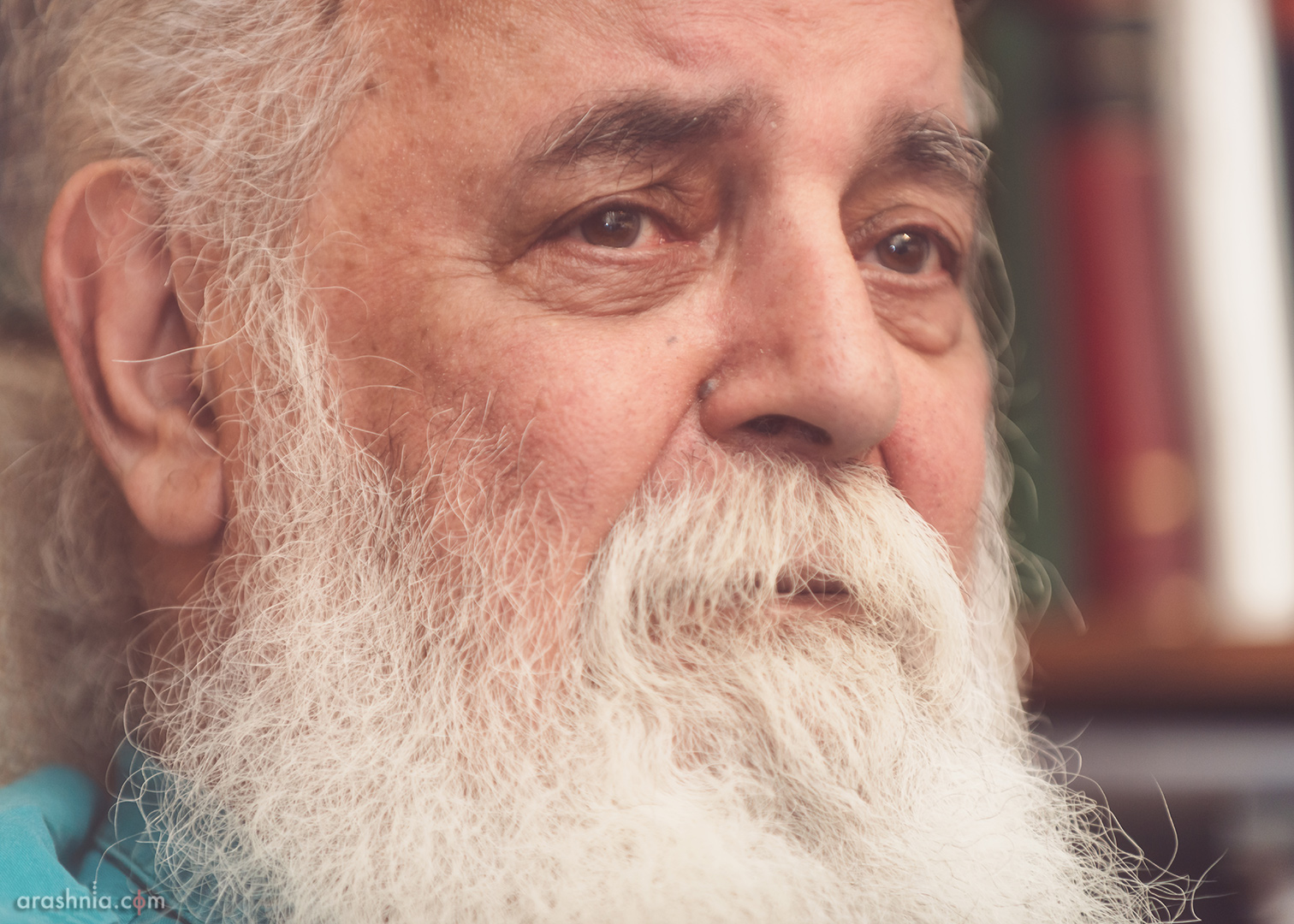
Хушанг Эбтехадж

- Антонов, Игорь Германович (68) — российский философ, председатель Тольяттинского горсовета народных депутатов (1990—1992)[252].
- Вадуд, Абдул[англ.] (75) — американский джазовый виолончелист[253].
- Вега, Лидия де[англ.] (57) — филиппинская спортсменка (спринт), многократный победитель и призёр чемпионатов Азии и Азиатских игр[254].
- Висмара, Карина[исп.] (31) — аргентинская фолк-певица[255].
- Дойчиновский, Кирил (78) — югославский футболист, югославский и македонский футбольный тренер[256].
- Лойри, Веса-Матти (77) — финский киноактёр, певец, флейтист[257].
- Нестерова, Наталья Игоревна (78) — советская и российская художница, заслуженный художник Российской Федерации (1994), академик РАХ (2001)[258].
- Николаев, Евгений Иванович (90) — советский военный инженер-строитель, Герой Социалистического Труда (1966)[259].
- Оксанен, Эйно[фин.] (91) — финский марафонец, участник Олимпийских игр (1956, 1960, 1964)[260].
- Савка, Остап Владимирович (75) — советский футболист[261].
- Туан, И-Фу (91) — американский географ, член Американской академии искусств и наук (2002), лауреат премии Вотрена Люда (2012)[262].
- Хушанг Эбтехадж (94) — иранский поэт[263].
- Шалана, Фернанду (63) — португальский футболист и тренер[264].
- Шлоссер, Жерар[фр.] (91) — французский художник[265].

## 9 августа

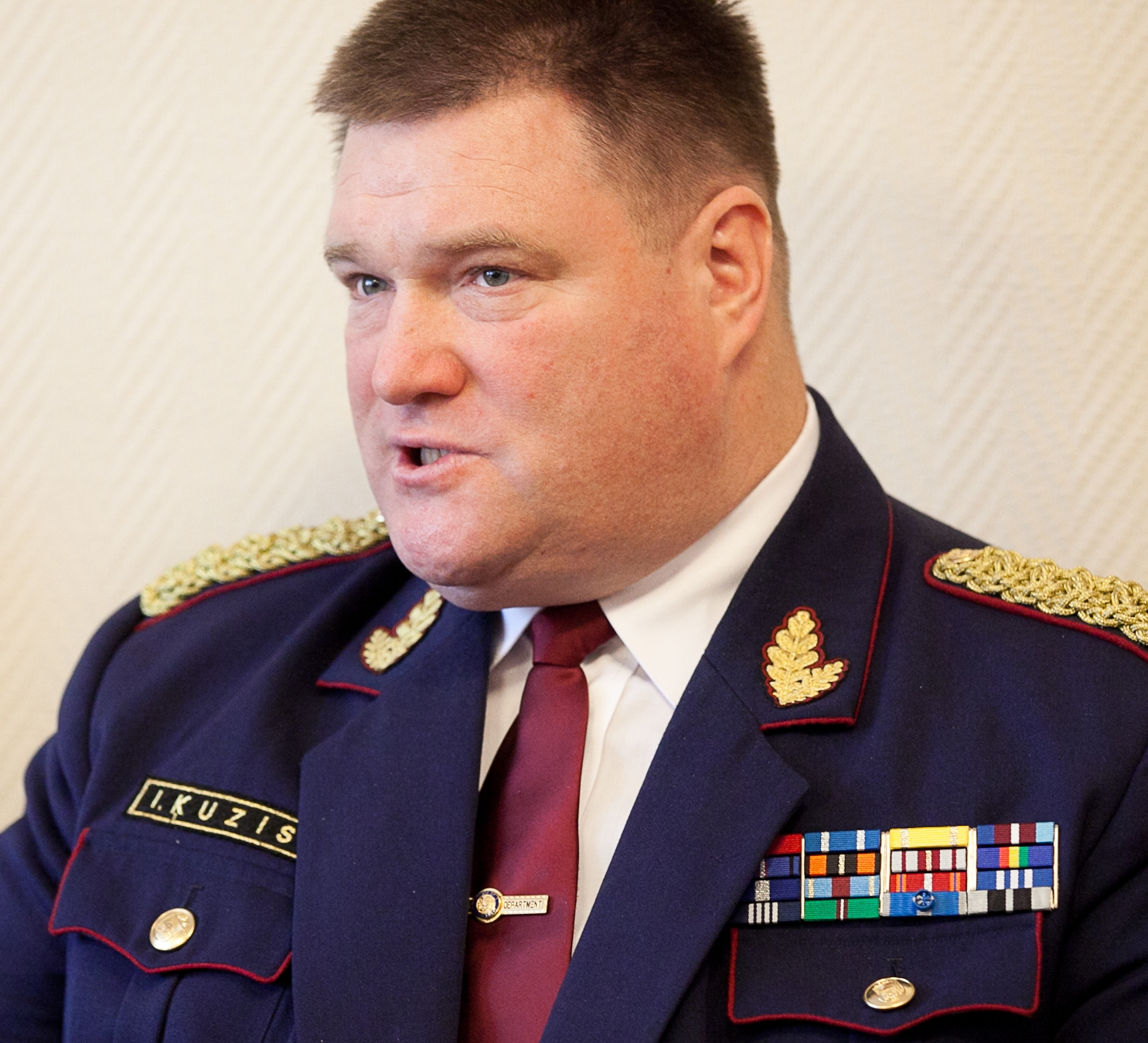
Интс Кюзис

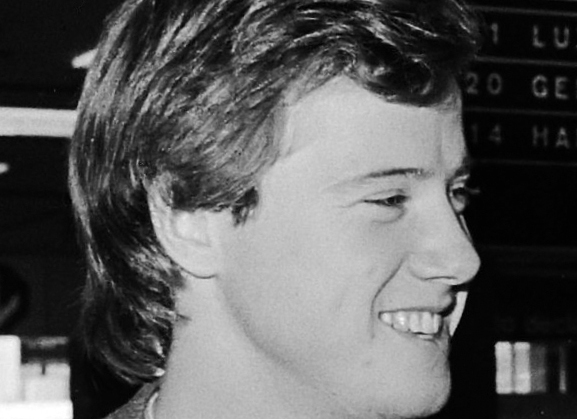
Ингемар Эрландсон

- Беннетт, Питер (91) — британский и американский физиолог, иностранный член РАН (1994)[266].
- Беренс, Хайнц[нем.] (89) — немецкий актёр[267].
- Бриггс, Реймонд[англ.] (88) — английский детский писатель и иллюстратор[268].
- Громова, Вивея Витальевна (94) — советская и российская певица, заслуженная артистка РСФСР (1969)[269].
- Даиссала, Даколе (79) — камерунский государственный деятель, министр почт и телекоммуникаций (1992—1997), депутат Национального собрания (1997—2002), министр транспорта (2004—2007), сенатор (с 2013 года)[270].
- Дземидок, Богдан (88) — польский философ, этик и теоретик искусств[271].
- Кириков, Борис Михайлович (74) — советский и российский историк архитектуры, заслуженный работник культуры Российской Федерации (1994)[272].
- Кюзис, Интс (60) — советский и латвийский работник МВД, начальник государственной полиции Латвии (2011—2020)[273].
- Лебелл, Джин (89) — американский мастер боевых искусств, каскадёр, актёр и рестлер, Прозванный «Крестным отцом грэпплинга»[274].
- Макхолц, Дональд[англ.] (69) — американский астроном, трёхкратный лауреат Премии Эдгара Уилсона[275].
- Орцан, Альберто (91) — итальянский футболист[276].
- Паламарчук, Валерий Сергеевич (37) — российский офицер, старший лейтенант, участник российско-украинской войны, Герой Российской Федерации (2022, посмертно); погиб при выполнении боевого задания[277].
- Радченко, Василий Иванович (66) — российский правовед, доктор юридических наук (2003), профессор[278].
- Слюньков, Николай Никитович (93) — советский партийный деятель, первый секретарь ЦК КП Белоруссии (1983—1987), член Политбюро ЦК КПСС и секретарь ЦК КПСС (1987—1990), Герой Социалистического Труда (1974)[279].
- Тевар, Майя[англ.] (87) — индийский политик, депутат Лок сабхи (1973—1984)[280].
- Уоррен, Майлс[англ.] (93) — новозеландский архитектор[281].
- Фиорентини, Марио (103) — итальянский математик[282].
- Хакулинен, Юсси Пекка[фин.] (57) — финский певец и автор песен[283].
- Халас, Золтан[нем.] (62) — венгерский велогонщик, участник Олимпийских игр (1980)[284].
- Циронис, Димитрис[англ.] (62) — греческий политик, депутат Парламента (2007—2012)[285].
- Эванс, Николас[англ.] (72) — английский писатель[286].
- Эрландссон, Ингемар (64) — шведский футболист[287].

## 8 августа

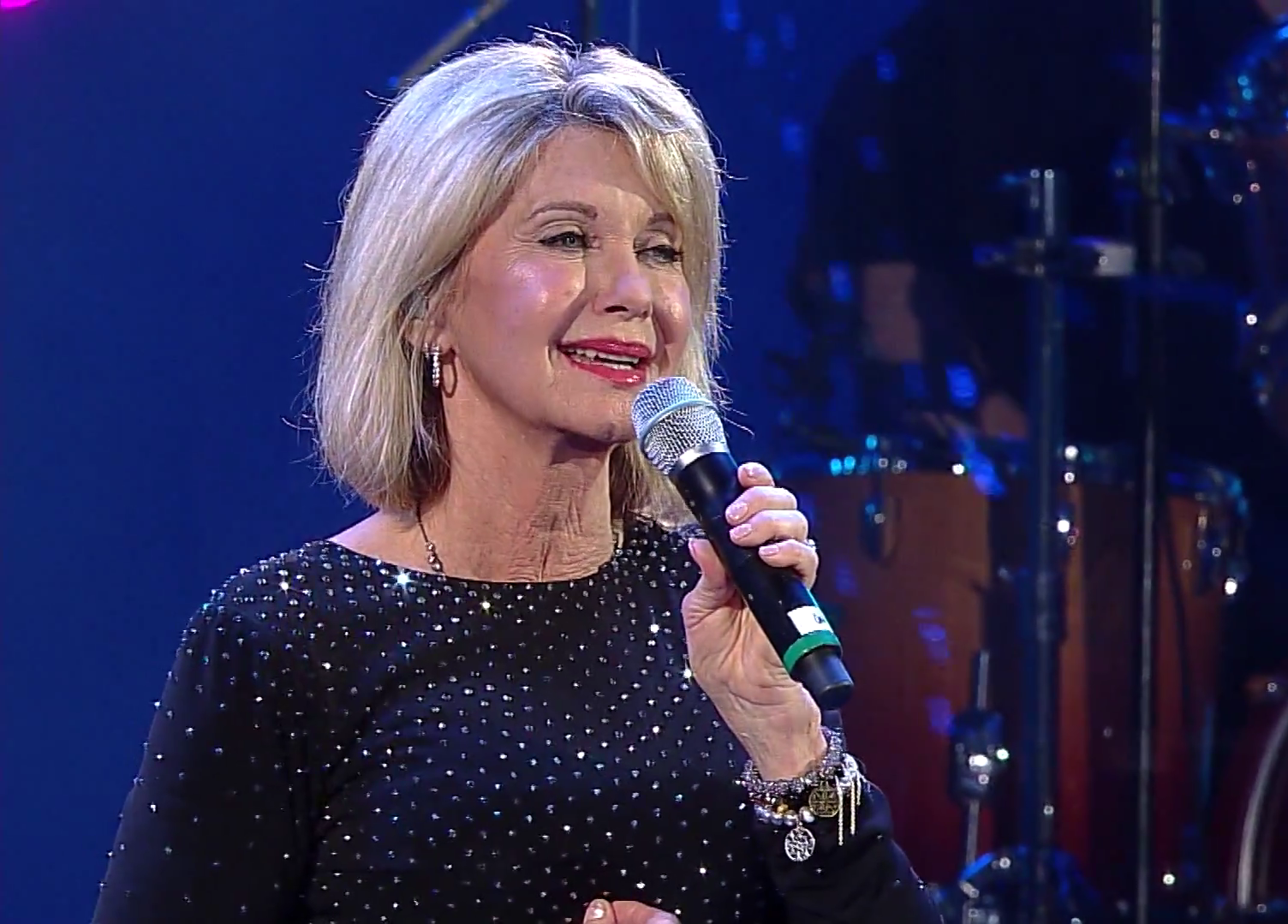
Оливия Ньютон-Джон

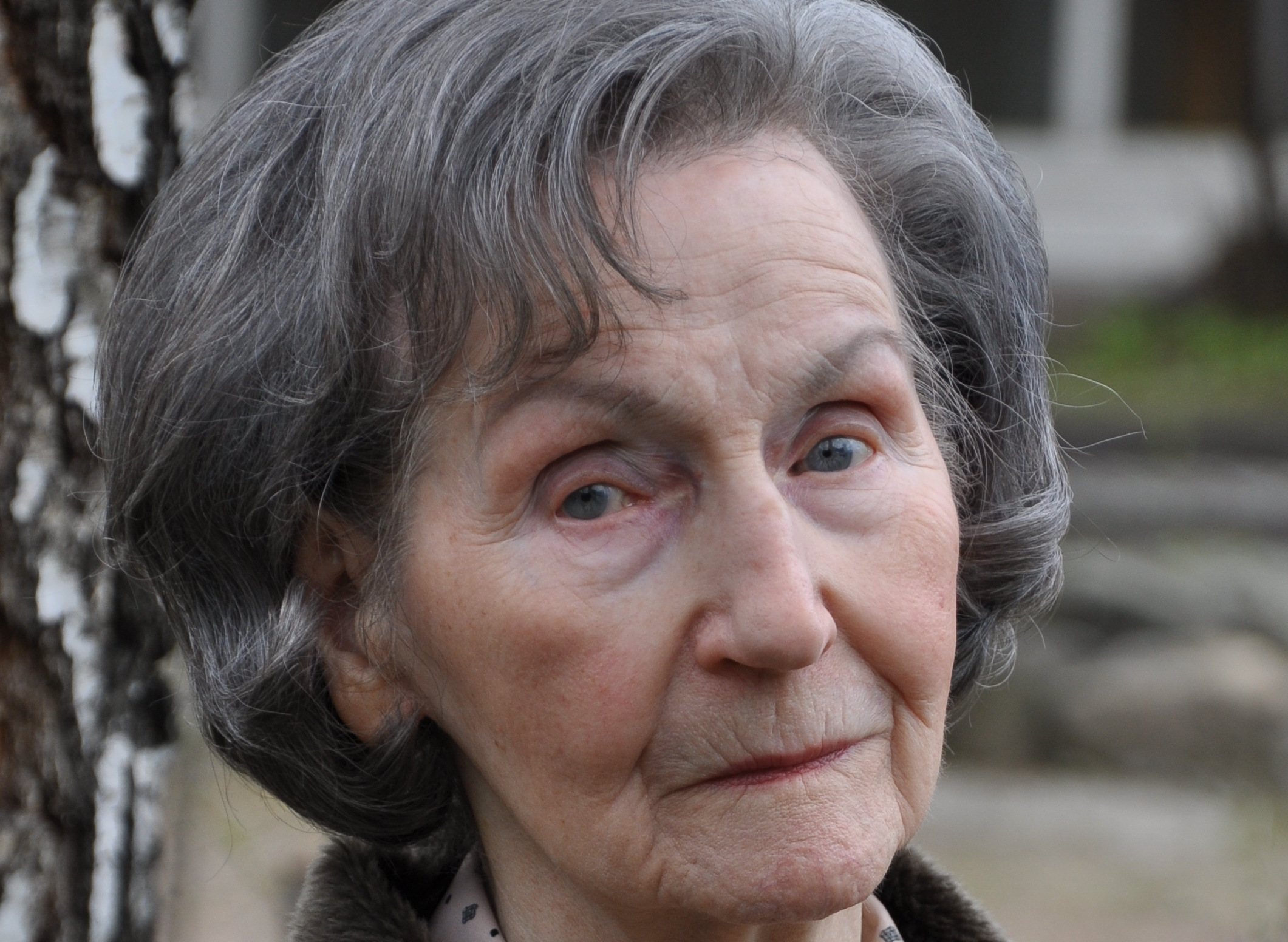
Зофья Посмыш

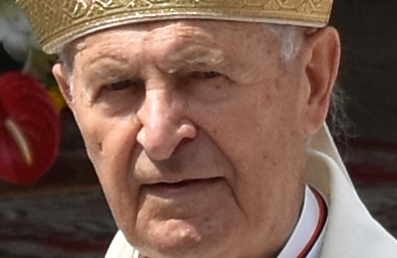
Йозеф Томко

- Аль Али, Али Джассим Ахмед — политический деятель Объединённых Арабских Эмиратов, вице-спикер и депутат парламента ОАЭ[288].
- Даудзвардис, Янис (79) — латвийский шахматист[289].
- Доужер, Ламонт[англ.] (81) — американский певец, автор песен и музыкальный продюсер[290].
- Купер, Джон Мэдисон (82) — американский философ-антиковед, член Американской академии искусств и наук (2001)[291].
- Луппов, Анатолий Борисович (93) — советский и российский композитор, заслуженный деятель искусств РСФСР (1974)[292].
- Накаи, Хисао[яп.] (88) — японский психопатолог[293].
- Ньютон-Джон, Оливия (73) — австралийская актриса и певица[294].
- Оберто Гонсалес, Луис Энрике[исп.] (93) — венесуэльский государственный деятель, министр планирования (1969—1972), министр финансов (1972—1974), член (1979—1999) и председатель (1990—1994) Парламента[295].
- Посмыш, Зофья (98) — польская писательница и сценарист[296].
- Томко, Йозеф (98) — словацкий кардинал[297].
- Тэрыцяну, Василий Дмитриевич[англ.] (76) — советский и украинский писатель румынского происхождения[298].
- Цедриньш, Петерис (57) — латвийский и английский поэт[299].

## 7 августа

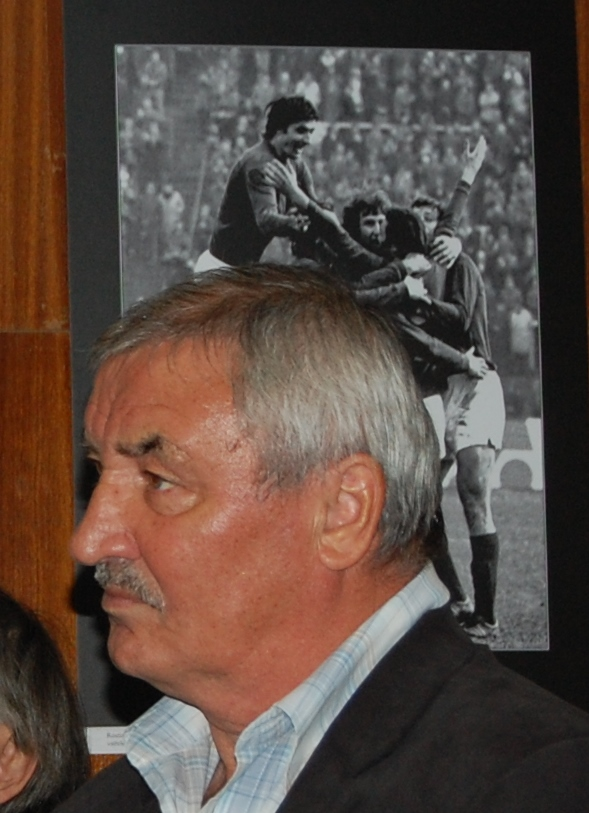
Ростислав Вацлавичек

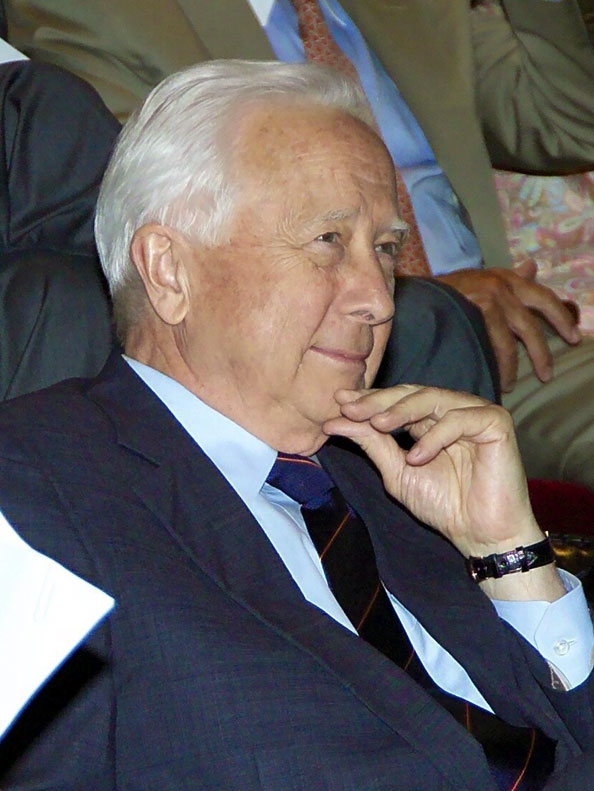
Дэвид Маккалоу

- Алебуа, Эзикиел (75) — государственный деятель Соломоновых Островов, министр иностранных дел (1981—1982), премьер-министр (1986—1989)[300].
- Банделе, Бийи[англ.] (54) — нигерийский писатель и кинорежиссёр[301].
- Вацлавичек, Ростислав (75) — чехословацкий футболист, олимпийский чемпион (1980)[302].
- Грэм, Билл (83) — канадский государственный деятель, министр иностранных дел (2002—2004), министр обороны (2004—2006), депутат Парламента (1993—2007)[303].
- Жданов, Ирик Гатиятулович (87) — советский и российский тренер по боксу[304].
- Казанский, Владимир Борисович (91) — советский и российский химик, академик РАН (1991), сын Б. А. Казанского[305].
- Ло, Леандро (33) — восьмикратный чемпион мира по бразильскому джиу-джитсу; убийство[306].
- Маккалоу, Дэвид (89) — американский писатель и историк, двукратный лауреат Пулитцеровской премии (1993, 2002)[307].
- Москаль, Роберт Михаил (84) — американский иерарх УГКЦ, епископ Пармский (1983—2009)[308].
- Мосли, Роджер[англ.] (83) — американский актёр[309].
- Оливера Бустаманте, Мерседес[исп.] (87/88) — мексиканский антрополог и феминистка[310].
- Симопулос, Дионисис[греч.] (79) — греческий астроном[311].
- Тито, Кору[нем.] (61) — католический прелат, епископ Таравы и Науру (с 2020 года)[312].
- Филипченко, Анатолий Васильевич (94) — советский космонавт, лётчик-космонавт СССР (1969), дважды Герой Советского Союза (1969, 1974)[313].
- Филдс, Берт[англ.] (93) — американский юрист[314].
- Хедж, Иан Чарльсон (93) — британский ботаник[315].
- Хирш, Айке Кристиан[нем.] (85) — немецкий журналист, теолог и писатель[316].
- Шапиро, Наум Абрамович (86) — советский и российский патологоанатом и цитолог, доктор медицинских наук, профессор, заслуженный врач РСФСР (1988)[317].

## 6 августа
- Аоки, Синмон (85) — японский писатель и поэт[318].
- Карабанов, Сергей Анатольевич (57) — советский и российский хоккейный судья[319].
- Леви, Даниэль[фр.] (60) — французский певец, автор песен и пианист[320].
- Лич, Бадди[англ.] (88) — американский предприниматель и политик, член Палаты представителей (1979—1981)[321].
- Мьюз, Дэвид[англ.] (73) — американский музыкант и композитор[322].
- Пудов, Владимир Сергеевич (70) — советский и российский государственный и религиозный деятель[323].
- Скелли, Боб[англ.] (79) — канадский политик, депутат Парламента (1988—1993)[324].
- Талай, Буджемаа[фр.] (70) — алжирский государственный деятель, министр транспорта и общественных работ (2015—2017)[325].
- Тёрёк, Петер[венг.] (64) — венгерский ландшафтный архитектор (о смерти объявлено в этот день)[326].
- Шёнбехлер, Эрих (86) — швейцарский биатлонист, участник Олимпийских игр (1964)[327].
- Янта, Джон Уолтер[англ.] (90) — американский католический прелат, епископ Амарилло (1997—2008)[328].

## 5 августа

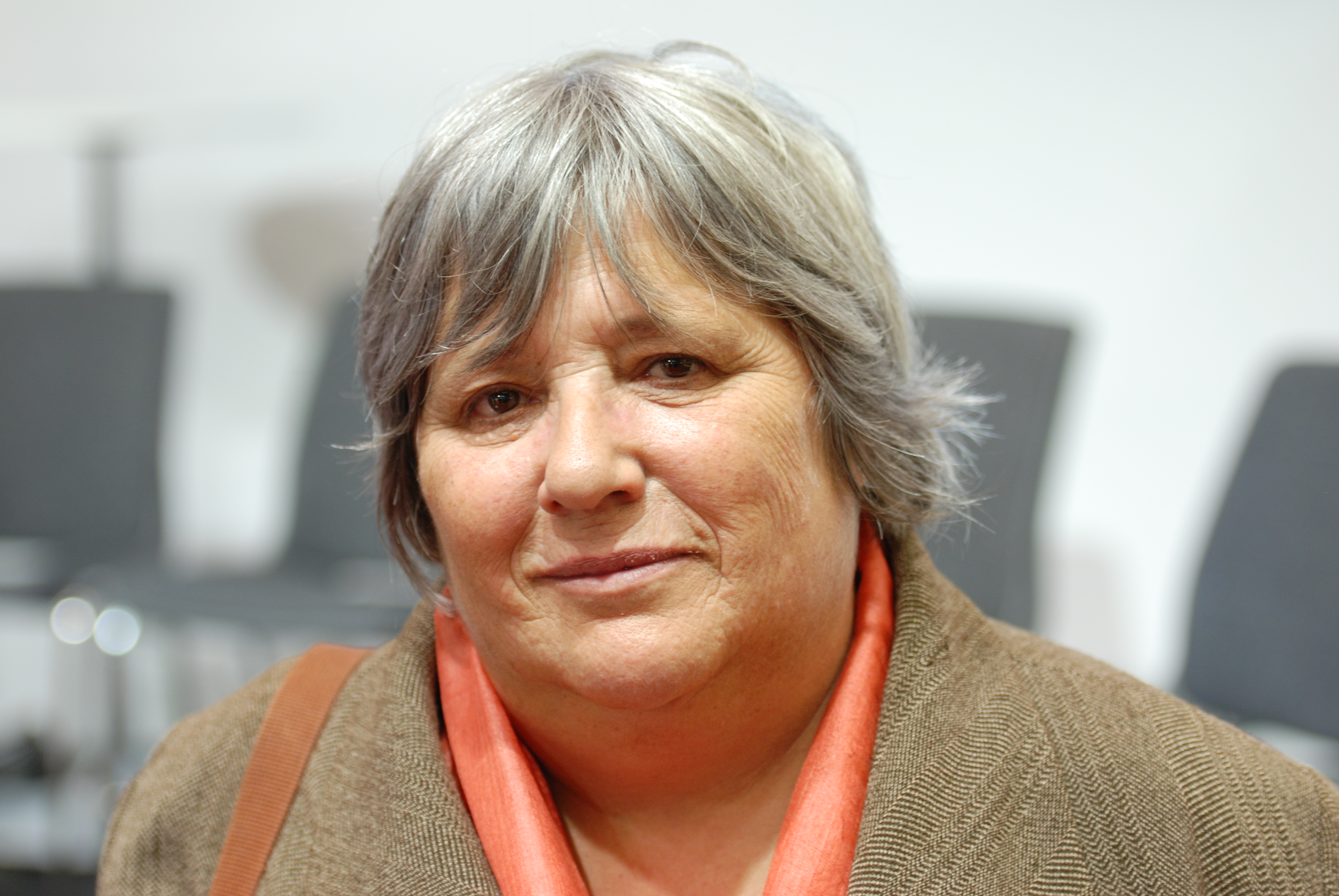
Ана Луиза Амарал

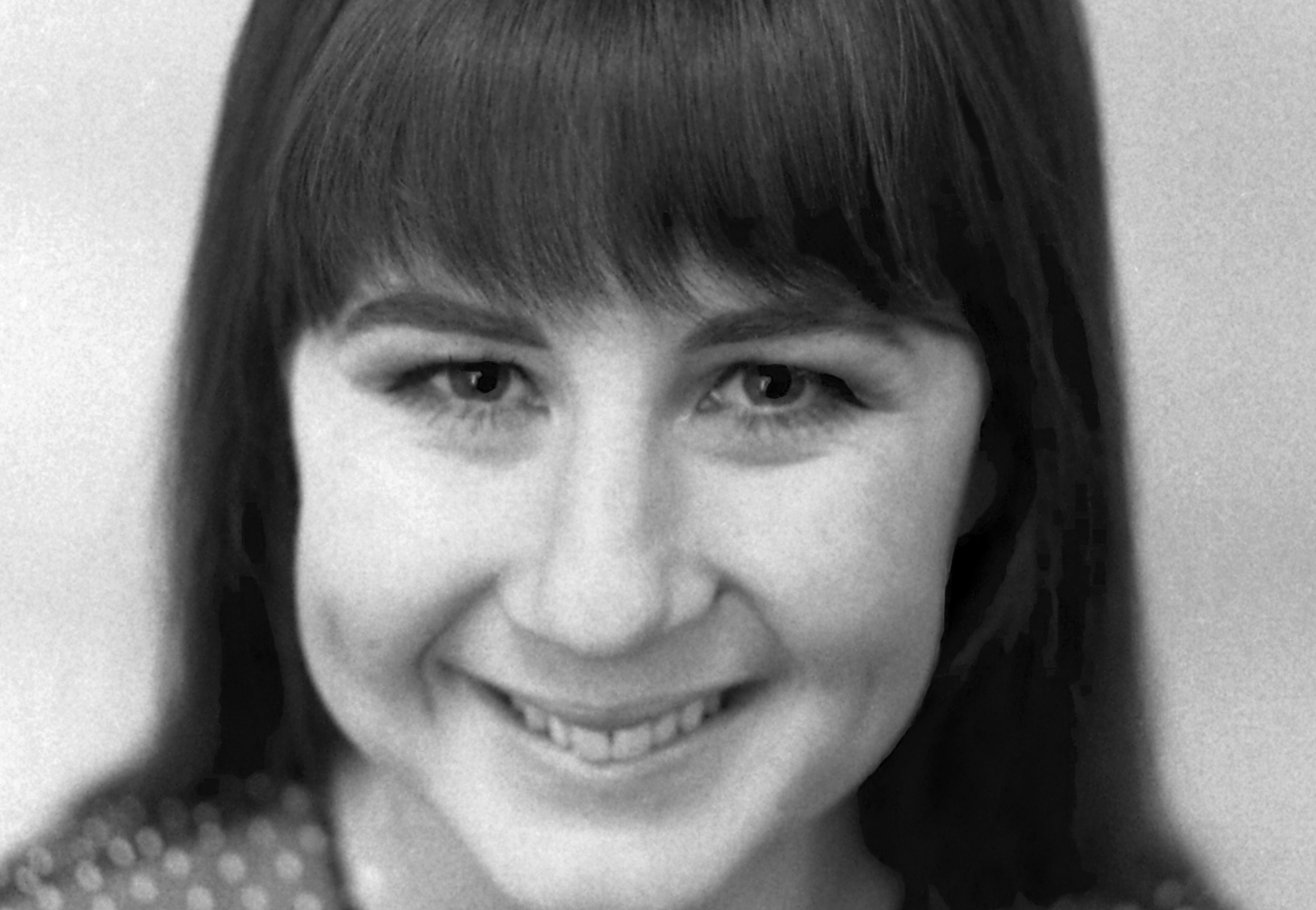
Джудит Дарем

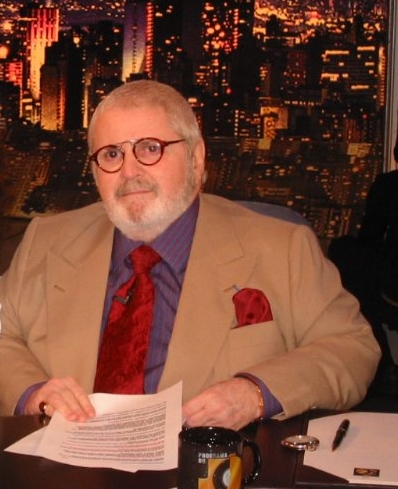
Жо Соарес

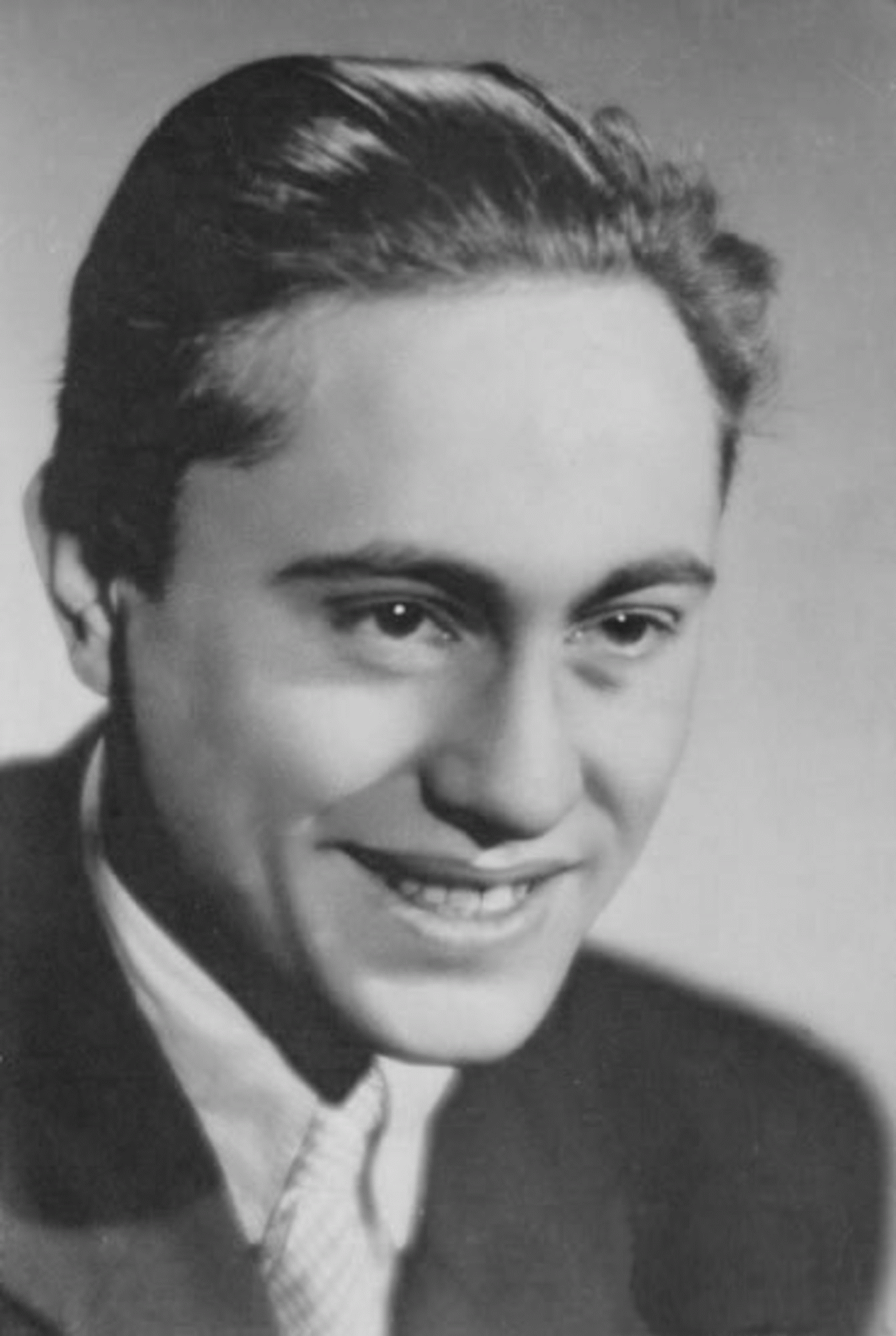
Феликс Кольмер

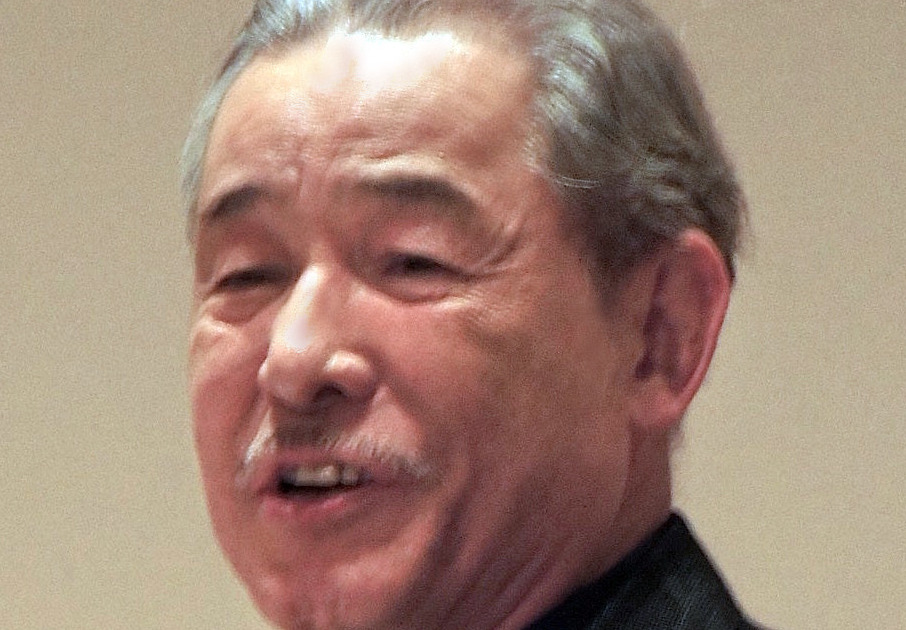
Иссэй Миякэ

- Амарал, Ана Луиза (66) — португальская поэтесса и переводчик[329].
- Анниккьярико, Вито[итал.] (88) — итальянский актёр[330].
- Бертье, Диего[англ.] (54) — перуанский певец и актёр[331].
- Говард, Майкл, 21-й граф Саффолк (87) — британский аристократ, член Палаты лордов (1957—1999)[332].
- Госал, Деби[англ.] (87) — индийский политик, депутат Лок сабхи (1984—1989)[333].
- Гулагер, Клу[англ.] (93) — американский актёр[334].
- Дарем, Джудит (79) — австралийская джазовая певица и музыкант, участница поп-фолк группы The Seekers (1963—1968)[335].
- Джабари, Тайсир[англ.] (50) — один из лидеров Исламского джихада Палестины; убит[336].
- Жо Соарес (84) — бразильский комик и телеведущий[337].
- Кнез, Руди (77) — югославский хоккеист, участник Олимпийских игр (1968, 1972)[338].
- Кольмер, Феликс (100) — чешский физик[339].
- Красников, Анатолий Сергеевич (81) — советский и российский физик и деятель образования, доктор технических наук, профессор РГУ[340].
- Лей, Боб[англ.] (78) — австралийский спринтер, участник Олимпийских игр (1964)[341].
- Лэнг, Майкл[англ.] (80) — американский пианист и композитор[342].
- Масиас, Лусиано (87) — эквадорский футболист[343].
- Миякэ, Иссэй (84) — японский модельер[344].
- Патерсон, Марк[англ.] (74) — новозеландский яхтсмен, чемпион мира (1978)[345].
- Паувелс, Каролин[нидерл.] (58) — бельгийский университетский администратор, ректор Брюссельского свободного университета (2016—2022)[346].
- Роат, Ричард (89) — американский киноактёр[347].
- Сёдерберг, Торгни[англ.] (77) — шведский автор песен[348].
- Тапа, Нарендер[англ.] (57) — индийский футболист, игрок национальной сборной[349].
- Хайдар, Али[англ.] (90) — сирийский офицер, руководитель спецназа (1968—1994)[350].
- Хиль, Роберто (84) — испанский футболист и тренер[351].
- Хиль, Шери[англ.] (59) — филиппинская актриса[352].

## 4 августа

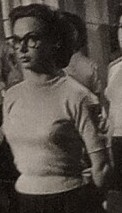
Адриана Роэль

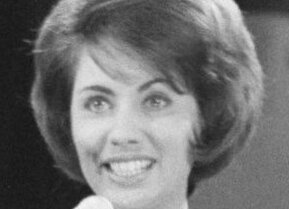
Марго Эскенс

- Адебайо Балогун, Мустафа[англ.] (74) — нигерийский полицейский офицер, генеральный инспектор полиции (2002—2005)[353].
- Грисолия Гарсия, Сантьяго[исп.] (99) — испанский биохимик[354].
- Гуден, Сэм (87) — американский соул-певец, участник группы The Impressions[355].
- Мабогундже, Акин[англ.] (90) — нигерийский географ, президент Международного географического союза (1980—1984)[356].
- Марюани, Маргарет[фр.] (68) — французский социолог, лауреат Серебряной медали Национального центра научных исследований[357].
- Мухтатиф, Абделькадер (88) — марокканский футболист, игрок национальной сборной[358].
- Оливейра, Эдир[порт.] (72) — бразильский политик, мэр Граватаи (1993—1997)[359].
- Пашаев, Атахан Аваз оглы (84) — азербайджанский историк, доктор исторических наук (1981), начальник Государственного архива Азербайджана (1984—2018)[360].
- Роэль, Адриана (88) — мексиканская актриса театра и кино[361].
- Феймшон, Джонни[англ.] (77) — австралийский боксёр, чемпион мира по версии WBC (1969—1970)[362].
- Шён, Эббе[швед.] (92) — шведский литературовед, фольклорист и писатель[363].
- Эскенс, Марго (82) — немецкая певица[364].

## 3 августа

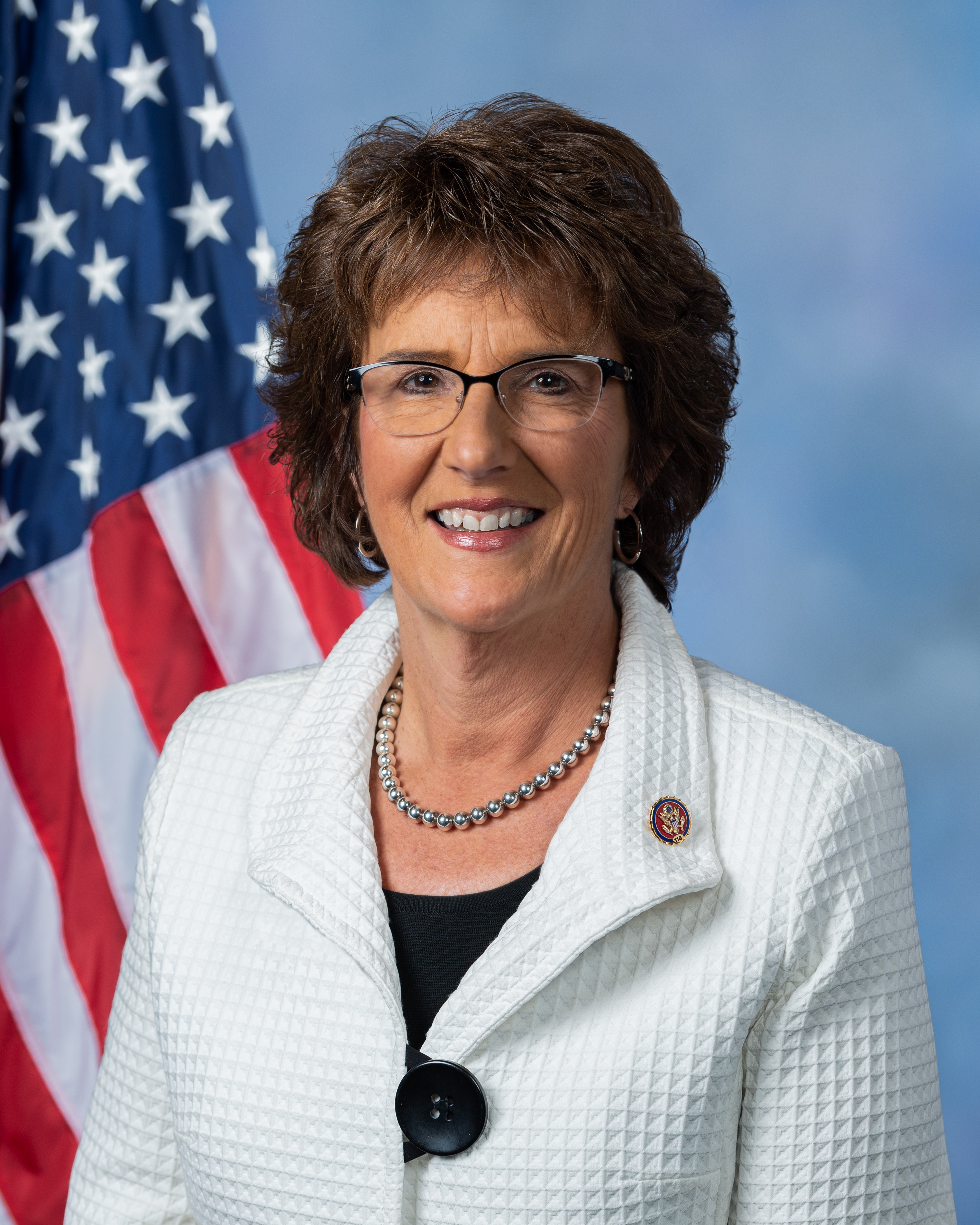
Жаклин Рене Валорски

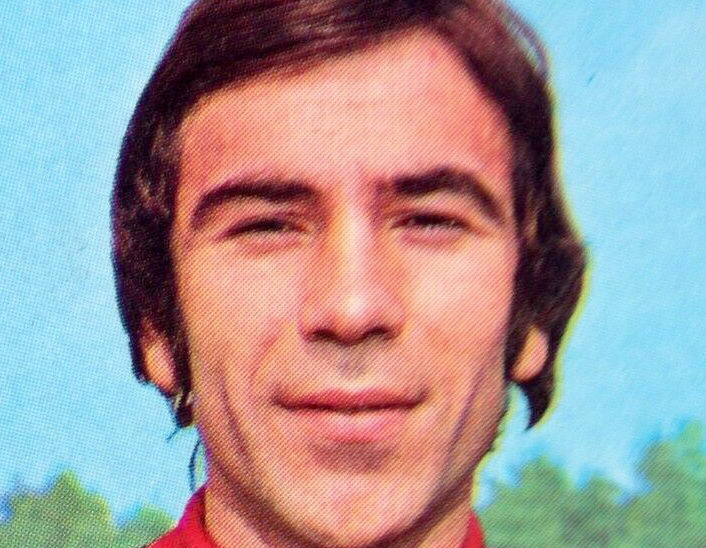
Вилльям Векки

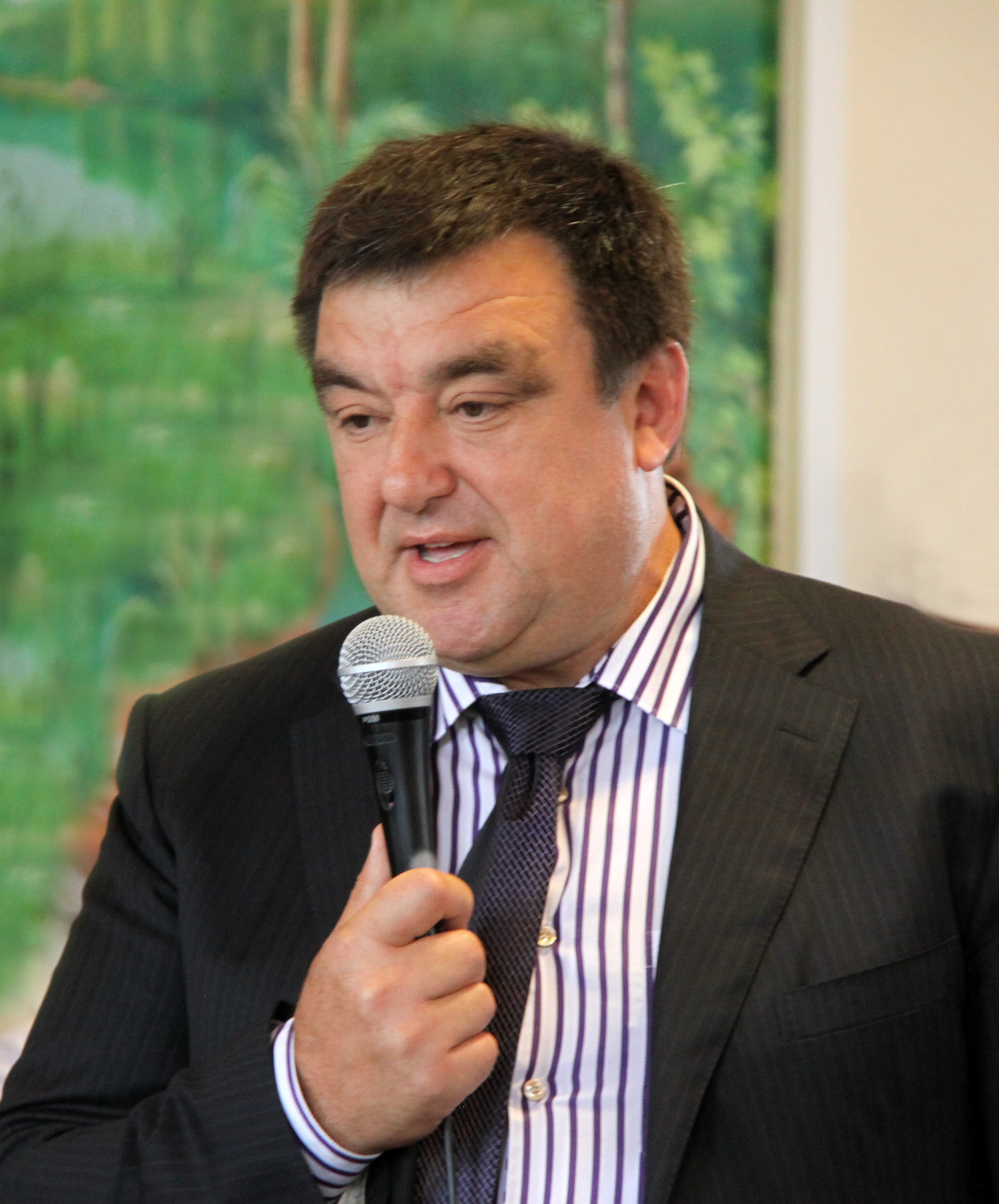
Пётр Кравчук

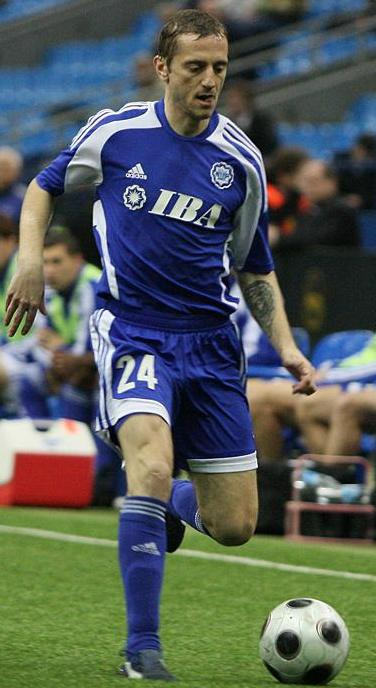
Андрей Рубин

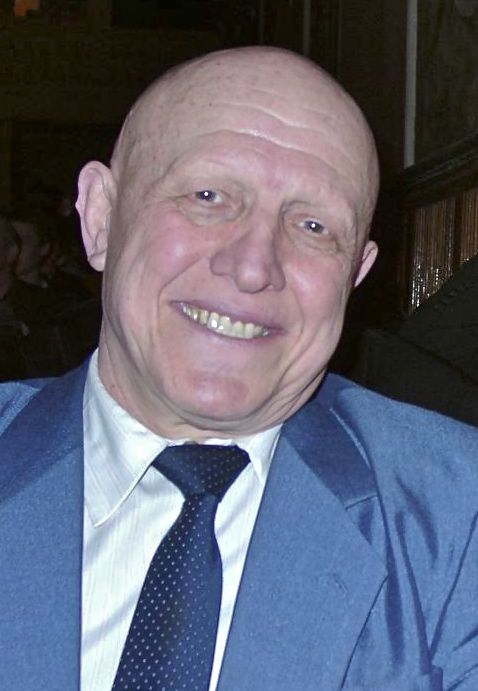
Илья Ципурский

- Барретт, Ширли[англ.] (61) — австралийский кинорежиссёр[365].
- Валорски, Жаклин Рене (58) — американский политический деятель, член Палаты представителей (с 2013 года); ДТП[366].
- Варданян, Гумедин Суренович (89) — советский и российский учёный в области механики, доктор технических наук (1974), почётный профессор МГСУ (2003), заслуженный деятель науки и техники Российской Федерации[367].
- Векки, Вилльям (73) — итальянский футболист[368].
- Дамадьян, Реймонд (86) — американский врач, учёный и изобретатель[369].
- Каффери, Терри[англ.] (73) — канадский хоккеист («Чикаго Блэкхокс», «Миннесота Норт Старз»)[370].
- Кравчук, Пётр Константинович (60) — украинский политик, народный депутат Украины (2006—2008)[371].
- Ли Ги Хо[англ.] (76) — южнокорейский государственный деятель, министр труда (1997—1999)[372].
- Марейнен, Франц[нидерл.] (79) — бельгийский театральный режиссёр[373].
- Рубин, Андрей Владимирович (43) — латвийский футболист, игрок национальной сборной (1998—2011)[374].
- Салех, Абу[англ.] (82) — бангладешский политик, депутат Парламента (1971—1973)[375].
- Фринкинг, Тон[англ.] (91) — нидерландский политик, депутат Палаты представителей (1077—1993)[376].
- Хамид, Имдаад[англ.] (78) — индонезийский политик, мэр Баликпапана (2001—2011)[377].
- Ципурский, Илья Лазаревич (87) — советский самбист и дзюдоист, неоднократный победитель и призёр чемпионатов СССР по самбо, серебряный призёр чемпионата Европы по дзюдо (1964), заслуженный мастер спорта СССР, профессор МГСУ[378].
- Шааршмидт, Иоганн Георг (90) — немецкий оперный режиссёр и театральный педагог[379].
- Ын, Бун Би[англ.] (84) — малайзийский бадминтонист, серебряный призёр Олимпийских игр (1972)[380].

## 2 августа
- Аревало, Хуан Антонио[англ.] (87) — испанский политик, сенатор (1979—2000)[381].
- Бангертер, Ханс (98) — швейцарский футбольный функционер, генеральный секретарь УЕФА (1960—1989)[382].
- Бачило, Александр Геннадьевич (62) — советский и российский писатель-фантаст, сценарист телевизионных программ и фильмов[383].
- Болотских, Николай Степанович (83) — советский и украинский учёный, доктор технических наук (1977), профессор (1977), ректор ХНУСА (1980—2009)[384].
- Будкевич, Ян[пол.] (88) — польский журналист, кинокритик, сценарист, режиссёр, политик, депутат Сейма (1993—1997)[385].
- Бэнк, Мелисса (61) — американская писательница[386].
- Ефимов, Николай Иванович (89) — советский государственный деятель, председатель Государственного комитета СССР по печати (1989—1990)[387].
- Кастро Кирога, Луис Аугусто[исп.] (80) — колумбийский католический прелат, архиепископ Тунхи (1998—2020)[388].
- Кролль, Люсьен[фр.] (95) — бельгийский архитектор[389].
- Минеков, Величко[болг.] (93) — болгарский скульптор, депутат Народного собрания Болгарии (1982—1990)[390].
- Морина, Братислава[серб.] (75) — югославская и сербская политическая деятельница, министр по делам семьи[391].
- Навахас Артаса, Адольфо[исп.] (97) — аргентинский государственный деятель, министр социальных дел (1982—1083), губернатор провинции Корриентес (1969—1973)[392].
- Нетцлер, Джек[англ.] (82) — самоанский политик, депутат Фоно Самоа (1981—2001), министр[393]
- Пивоньский, Збышко[пол.] (93) — польский политик, сенатор (1993—2005)[394].
- Скалли, Вин[англ.] (94) — американский спортивный комментатор[395].
- Фишер, Бренда[англ.] (95) — английская пловчиха, мировая рекордсменка[396].
- Херрман, Фридрих-Вильгельм фон[нем.] (87) — немецкий философ[397].
- Чу Дон Сик[кор.] (85) — южнокорейский политический деятель, министр культуры и спорта (1994—1995)[398].

## 1 августа

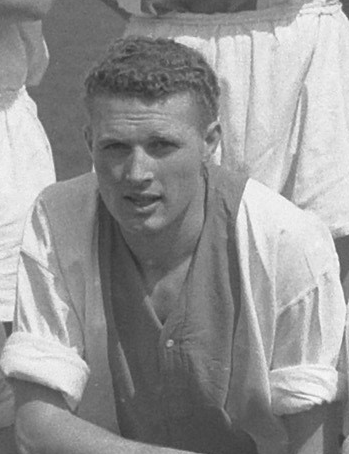
Лук Ден Эдел

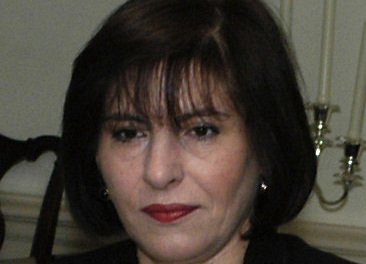
Илинка Митрева

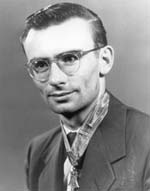
Роберт Симанек

- Аширбекова, Роза (84) — советская и казахстанская актриса, народная артистка Казахской ССР (1991)[399].
- Бакк, Леннарт[швед.] (89) — шведский легкоатлет (спортивная ходьба), бронзовый призёр чемпионата Европы (1958)[400].
- Бликсен, Карлос[исп.] (85) — уругвайский баскетболист, бронзовый призёр Олимпийских игр (1956)[401].
- Вайльбехер, Ханс (88) — немецкий футболист[402].
- Головатов, Михаил Васильевич (72) — советский и российский военнослужащий, командир «Альфы» (1991—1992)[403].
- Ден Эдел, Лук (88) — нидерландский футболист[404].
- Джуричич, Милан[англ.] (60) — югославский и сербский футбольный тренер[405].
- Зиньковский, Анатолий Павлович (72) — украинский учёный в области механики, член-корреспондент НАН Украины (2021)[406].
- Кастилья, Роса де[исп.] (90) — мексиканская актриса и певица[407].
- Каткич, Илона[венг.] (96) — венгерский кинорежиссёр[408].
- Кобзаренко, Анастасия Степановна (88) — советский и украинский библиотековед, генеральный директор «Национальной библиотеки Украины для детей» (с 1967 года), Герой Украины (2009)[409].
- Кольцова, Мира Михайловна (83) — советская и российская танцовщица, балетмейстер, хореограф, художественный руководитель и главный балетмейстер ансамбля «Берёзка» (с 1979 года), народная артистка СССР (1989)[410].
- Корнелл, Том[англ.] (88) — американский журналист и борец за мир[411].
- Митрева, Илинка (72) — северомакедонский государственный деятель, министр иностранных дел (2001, 2002—2006)[412].
- Монделло, Джозеф[англ.] (84) — американский дипломат, посол в Тринидаде и Тобаго (2018—2021)[413].
- Пайк, Майкл[англ.] (90) — британский дипломат, посол во Вьетнаме (1982—1985)[414].
- Сварцевич, Ришард Евгеньевич (67) — российский пианист, органист и музыкальный педагог[415].
- Силабан, Пантур[англ.] (84) — индонезийский физик, доктор наук, профессор[416].
- Симанек, Роберт Эрнест (92) — американский морской пехотинец, награждённый медалью Почёта (1953)[417].
- Ференц, Тереса[пол.] (88) — польская поэтесса[418].
- Фернандес, Уго (77) — уругвайский футболист и тренер[419].
- Хьюз, Джон (79) — шотландский футболист[420].
- Эфендиева, Рена Зияудиновна (83) — советская и российская пианистка и педагог, народная артистка Дагестанской АССР (1976)[421].